# Museum Schnütgen
Das Museum Schnütgen ist ein Museum für christliche Kunst im Kölner Stadtteil Altstadt-Süd. Die meisten Exponate entstanden im Mittelalter zwischen dem 11. und 15. Jahrhundert im Rheinland. Einzelne Stücke stammen aus der Neuzeit, dem Barock und dem 19. Jahrhundert, auch aus anderen europäischen Kulturen, so auch Byzanz.
Seit 1956 ist das Kunstmuseum in der romanischen Basilika St. Cäcilien untergebracht, seit 2010 mit deutlich erweiterten Ausstellungsflächen im neu erbauten „Kulturquartier am Neumarkt“. Diese Ausstellungsfläche wurde erstmals vom 4. November 2011 bis zum 26. Februar 2012 mit der Sonderausstellung Glanz und Größe des Mittelalters – Kölner Meisterwerke aus den großen Sammlungen der Welt genutzt.
Das Museum gilt aufgrund seines Sammlungsbestandes und seiner Forschungsarbeiten als bedeutendes Institut der Mittelalterforschung. Es sieht sich als „eine der schönsten und reichsten Mittelaltersammlungen in Europa“ in einer Reihe mit den Cloisters in New York oder dem Musée national du Moyen Âge in Paris.

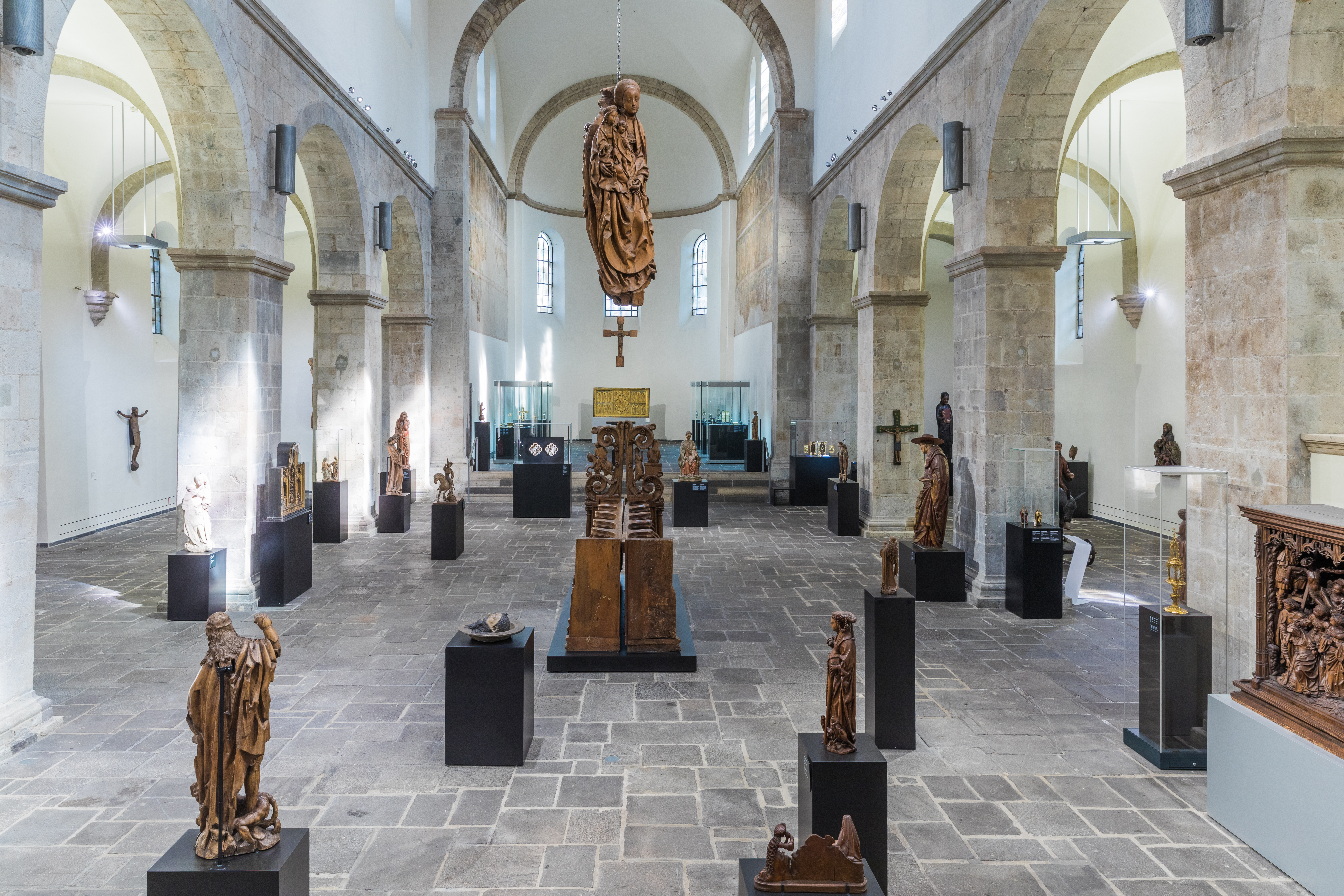
Blick von der Westempore durch das Kirchenschiff (2020)
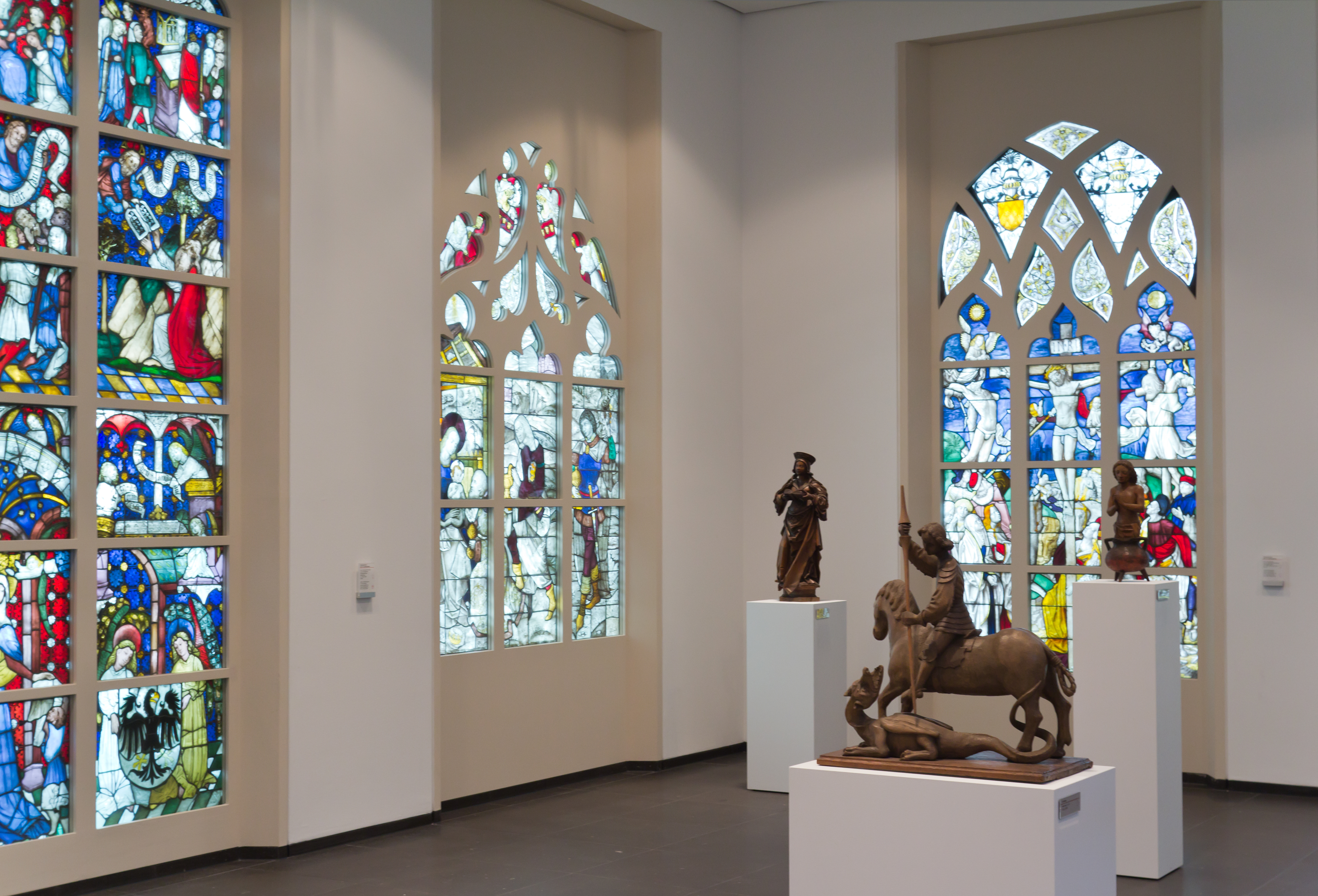
Ausstellungsraum im Neubau mit großen Bleiverglasungen (2012)
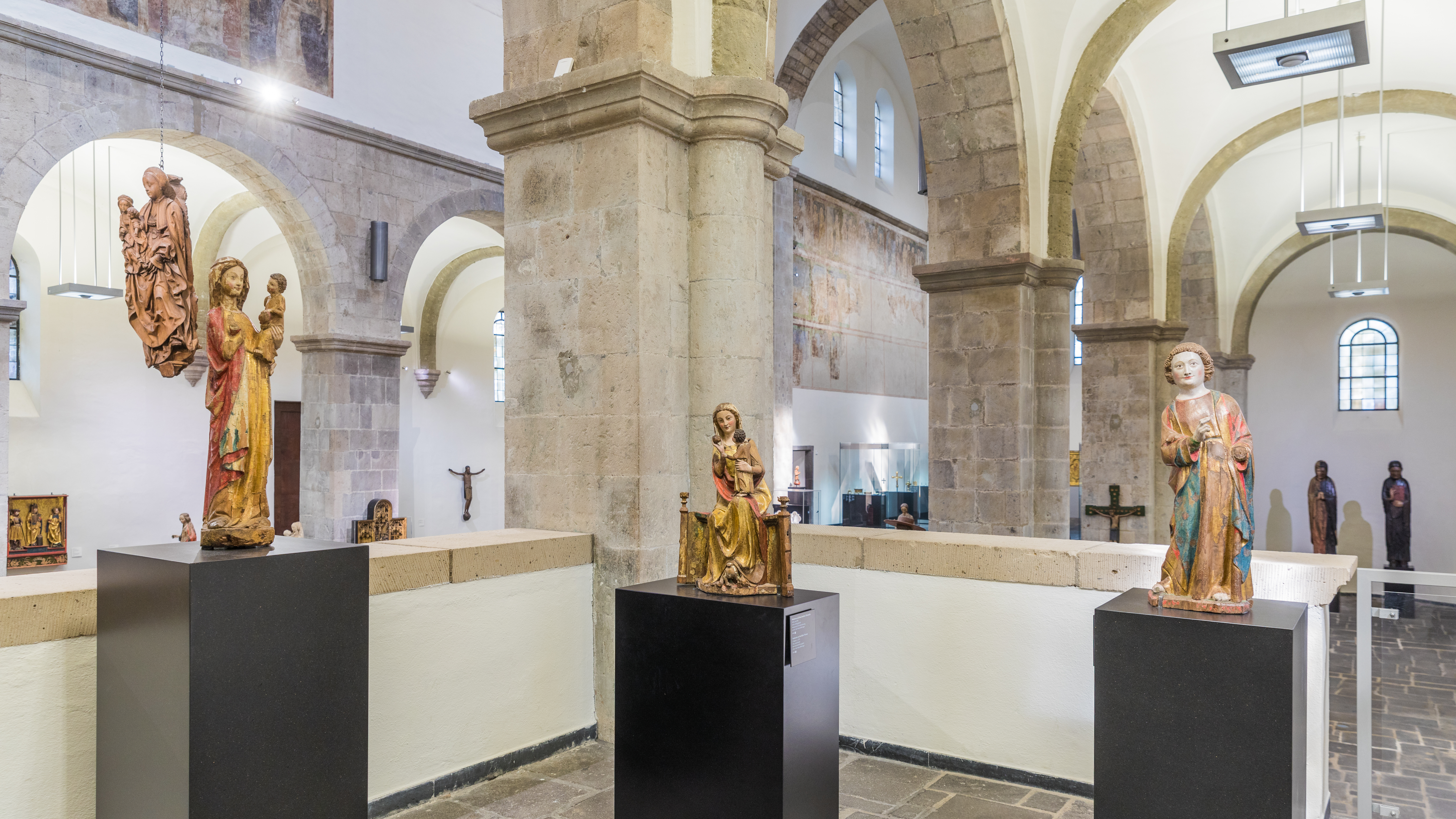
Skulpturen auf der südlichen Seitenempore (2020)

## Geschichte

### Erster Standort Kunstgewerbemuseum

Kunstgewerbemuseum und Schnütgen-Museum, rechts der Hansaplatz (um 1910)

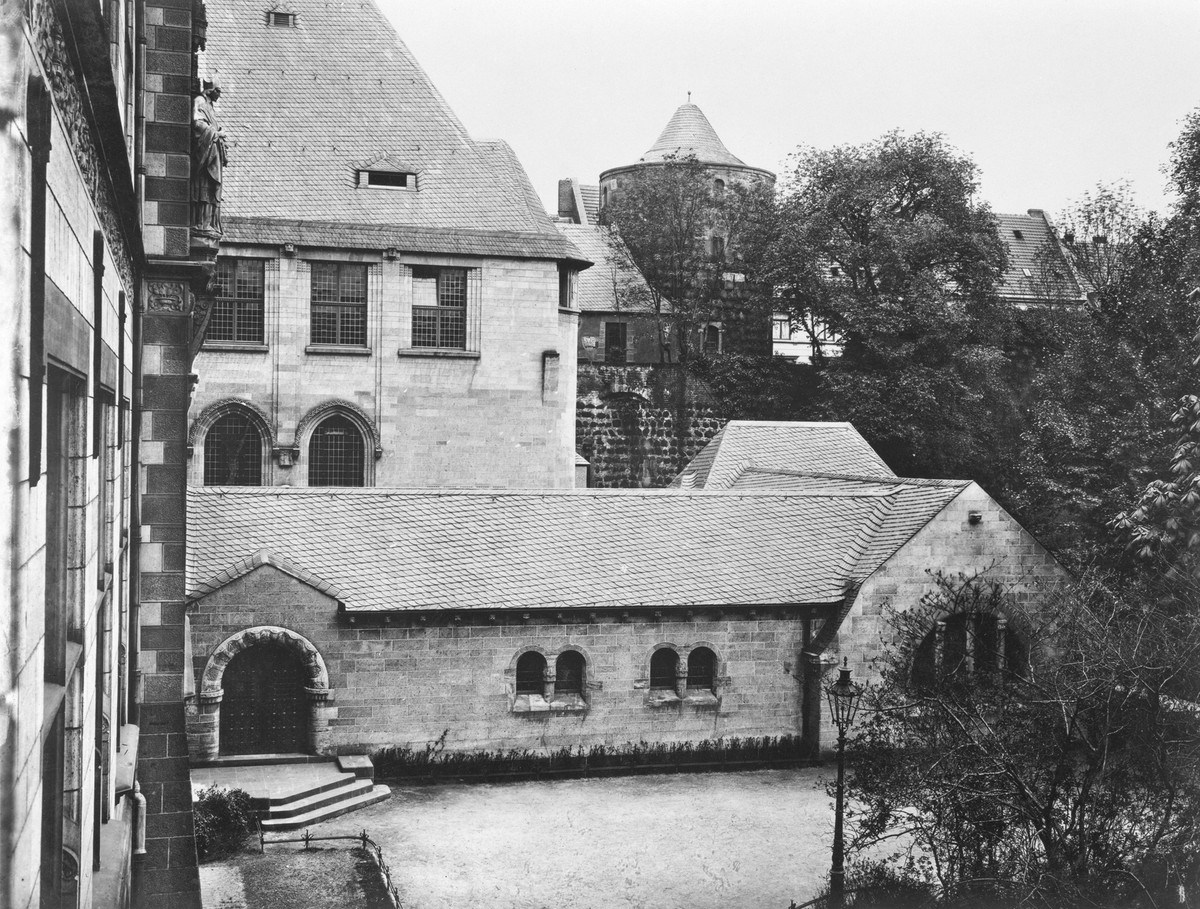
Hansaplatz – Anbau Schnütgen-Museum, im Hintergrund die Gereonsmühle (um 1910)

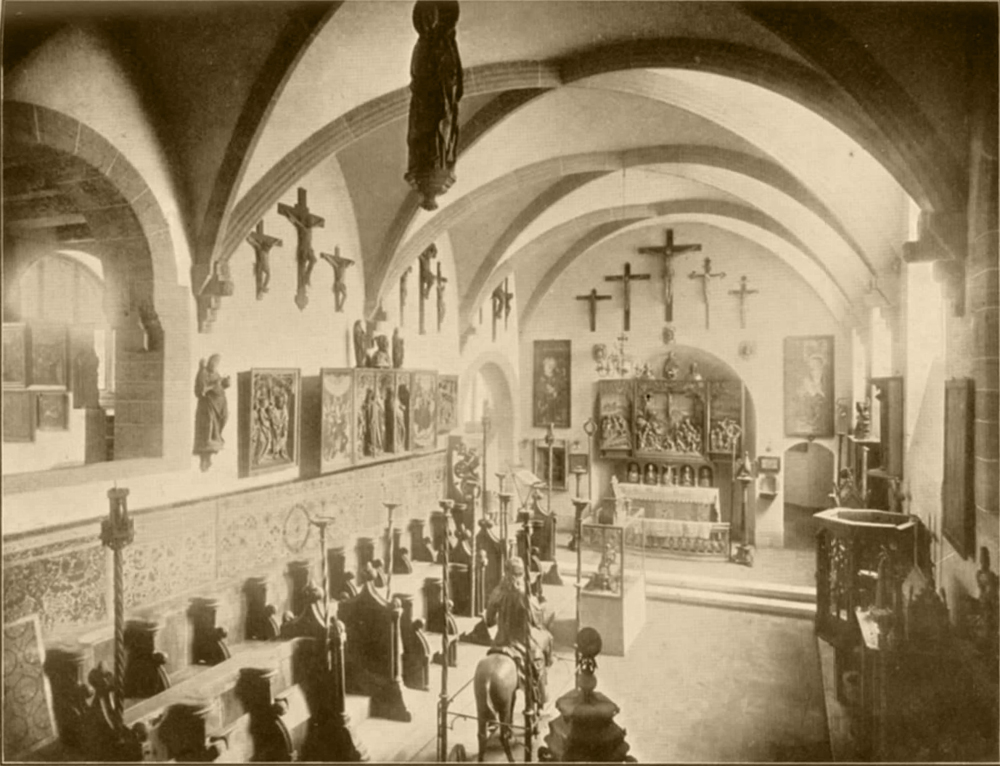
Die ersten Museumsräume waren bewusst mit Anklängen an sakrale Räume konzipiert, hier ein „Blick in die Kapelle vom romanischen Saal aus“ im ersten Museumsführer von 1910

Namensgeber des Museums ist der Domkapitular Alexander Schnütgen, der seine umfangreiche Sammlung christlicher Sakralkunst im Jahr 1906 der Stadt Köln schenkte. Als Bedingung für die Schenkung verlangte Schnütgen einen eigenen Anbau zum damaligen Kunstgewerbemuseum am Hansaring 32 gegenüber dem Hansaplatz, das die Sammlung aufnehmen sollte. Das Kunstgewerbemuseum war bereits am 2. Mai 1900 eröffnet worden. Nach Plänen des Architekten Franz Brantzky – der auch das Kunstgewerbemuseum konzipiert hatte – begann der Anbau Hansaring 32a mit der Grundsteinlegung am 4. November 1908. Die Einweihung fand am 26. Oktober 1910 statt. Wie vom Stifter gefordert, hieß der Anbau seit 1910 Sammlung Schnütgen.
Erster Kustos der Sammlung und Direktor des Museums wurde Schnütgens ehemaliger Assistent, der Theologe und Kunsthistoriker Fritz Witte. Zwischen 1912 und 1926 entstanden unter Witte umfangreiche Veröffentlichungen über die liturgischen Geräte und Gewänder, sowie die Skulpturen der Sammlung. 1918, noch vor Alexander Schnütgens Tod im selben Jahr, wurde die Sammlung umbenannt in Schnütgen-Museum.

### Umzug ins Heribertkloster
1932 zog das Schnütgen-Museum erstmals in ein eigenes Gebäude um: In den Räumen der wiedererrichteten Abtei St. Heribert, im rechtsrheinischen Deutz, wurde auf 2000 Quadratmetern ein völlig neues Ausstellungskonzept umgesetzt, das den Ideen des Bauhauses und der Neuen Sachlichkeit verpflichtet war.
Zu Beginn des Zweiten Weltkriegs 1939 wurden die meisten Exponate in Klöster, Schlösser und in den Keller des Kunstgewerbemuseums ausgelagert und das Museum geschlossen. Der mittelalterliche St.-Georgs-Kruzifixus, heute eines der bekanntesten Stücke des Museums, war eine Zeitlang im Tresor der Kreissparkasse untergebracht. Die in den Ausstellungsräumen verbliebenen Gegenstände wurden bis 1945 durch Kriegshandlungen mitsamt dem Abteigebäude zerstört.

### Neueröffnung in der romanischen Kirche St. Cäcilien

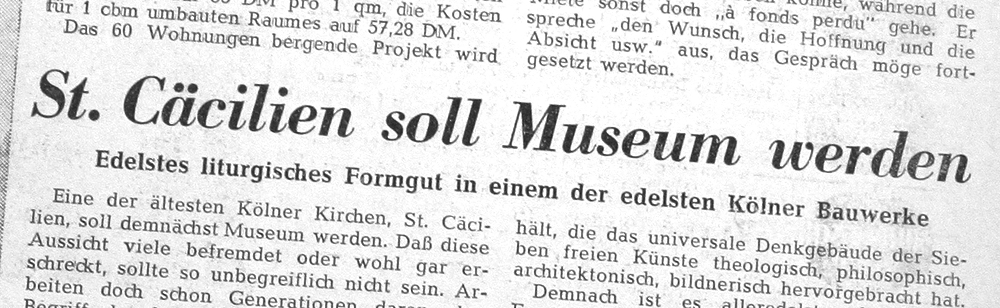
Kölnische Rundschau, 3. April 1951

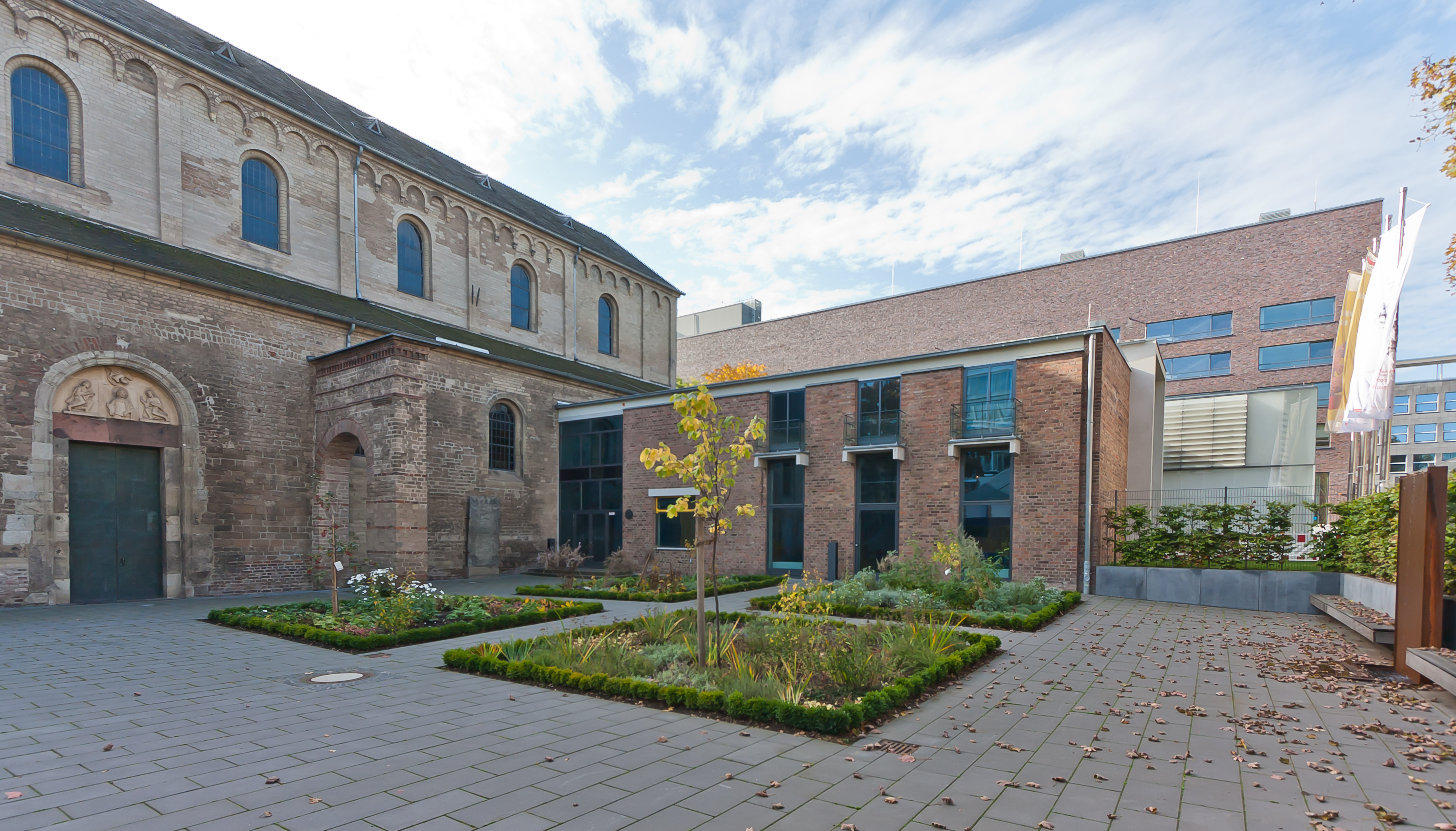
Kirche und Anbau für Verwaltung und Bibliothek, im Oktober 2012

Nach Kriegsende wurde Hermann Schnitzler 1953 Direktor des Museums, das er praktisch neu zu errichten hatte. Die Sammlung betreute er in den ersten Nachkriegsjahren von Schloss Alfter aus, wo der größte Teil der Kunstwerke zwischengelagert wurde. Andere Stücke konnten nach und nach aus den verstreuten Depots zurückgeführt und schließlich bis Ende 1950 in Räumen der Kölner Universität wieder vollständig versammelt werden.
In Zusammenarbeit mit dem Regierungsbaumeister Karl Band entstand der Plan, das Museum in der romanischen Basilika St. Cäcilien neu zu eröffnen. Das ehemalige Stift war 1802 in der Zeit der französischen Besetzung säkularisiert worden. Das Gelände mit Klostergebäude war auf Bitten der Kölner von Napoleon 1805 samt Kirche an die Stadt zurückgegeben worden zur Errichtung eines Spitals. St. Cäcilien diente dann bis zum Zweiten Weltkrieg als Kapelle des „Bürgerspitals“.
Der durch die Operation Millennium stark beschädigte Kirchenbau wurde restauriert und nach Plänen von Karl Band mit einem kleinen Anbau für Bibliothek und Verwaltung versehen. Im Mai 1956 öffnete das Museum als erstes der Kölner Museen nach dem Krieg erneut seine Tore. Zu dieser Zeit sah man den neuen Standort noch als Provisorium an, mit dem Erzbistum war zunächst ein Nutzungsvertrag über 20 Jahre geschlossen worden.
Kurz zuvor erhielt die Kirche jedoch auch eine neue Weihe durch Joseph Kardinal Frings: Bis in die Gegenwart erfüllt St. Cäcilien seine Doppelfunktion als Museumsbau und Kirche, so finden etwa am Cäcilientag (22. November) und an Weihnachten Gottesdienste statt.
Zeitgleich gründete sich 1956 der Förderverein Pro Arte Medii Aevi Freunde des Schnütgen-Museums e. V., der in den Folgejahrzehnten für den Ankauf einer ganzen Reihe von Kunstwerken sowie für eine Schriftenreihe verantwortlich zeichnete. Unter den Gründungsmitgliedern war auch Konrad Adenauer.
Unter Anton Legner, der das Museum 1970 bis 1990 leitete, wurde die Ausstellungsfläche 1977 durch Ausbau der Krypta erweitert und das Museum vollständig neu eingerichtet. Finanzielle Unterstützung dabei leistete das erste Konjunkturprogramm der Bundesregierung.
Von Oktober 2001 bis März 2003 war das Museum, das 2001 von Schnütgen-Museum in Museum Schnütgen umbenannt wurde, für eine umfassende Sanierung geschlossen und eine Reihe von Kunstwerken gingen als Leihgaben in andere Kunstmuseen, z. B. nach Paris, München und Nürnberg. In der Zwischenzeit wurde das Ausstellungskonzept an zeitgemäße Bedürfnisse angepasst und die Räume mit moderner Licht-, Lautsprecher- und Sicherheitstechnik sowie einem auf Ambiente und Kunstwerke abgestimmten Vitrinensystem ausgestattet. Ein audiovisuelles Führungssystem mit mobilen Geräten ergänzt seitdem die traditionellen Führungen.

### Erweiterung im Kulturquartier am Neumarkt
Von 2006 bis 2010 entstand westlich der Cäcilienkirche der Neubau des Kulturquartiers am Neumarkt, das die Fläche für das Museum Schnütgen um 60 % auf 1900 Quadratmeter erweitert und außerdem das Rautenstrauch-Joest-Museum, den Museumsdienst und einen Saal der Volkshochschule aufnimmt.
Erstmals seit den Vorkriegszeiten im Deutzer Heribertskloster werden nun auch neben der Sammlung von Glasmalereien (z. B. Muttergottes und die heilige Ursula oder Moses und die Eherne Schlange) eine Reihe weiterer bisher im Depot aufbewahrter Stücke angemessen präsentiert, insgesamt etwa 2000 der 13.000 Objekte.
Am 22. Oktober 2010 wurde der neue Komplex mit einer Feierstunde eröffnet.

## Museumsleitung
- 1918–1937 Fritz Witte (seit 1906 Kustos)
- 1953–1970 Hermann Schnitzler (seit 1937 Kustos)
- 1970–1990 Anton Legner
- 1990–2010 Hiltrud Westermann-Angerhausen
- 2010/11 Dagmar Täube (kommissarisch)
- seit Januar 2012 Moritz Woelk

## Sammlung

### Entstehung und Umfang

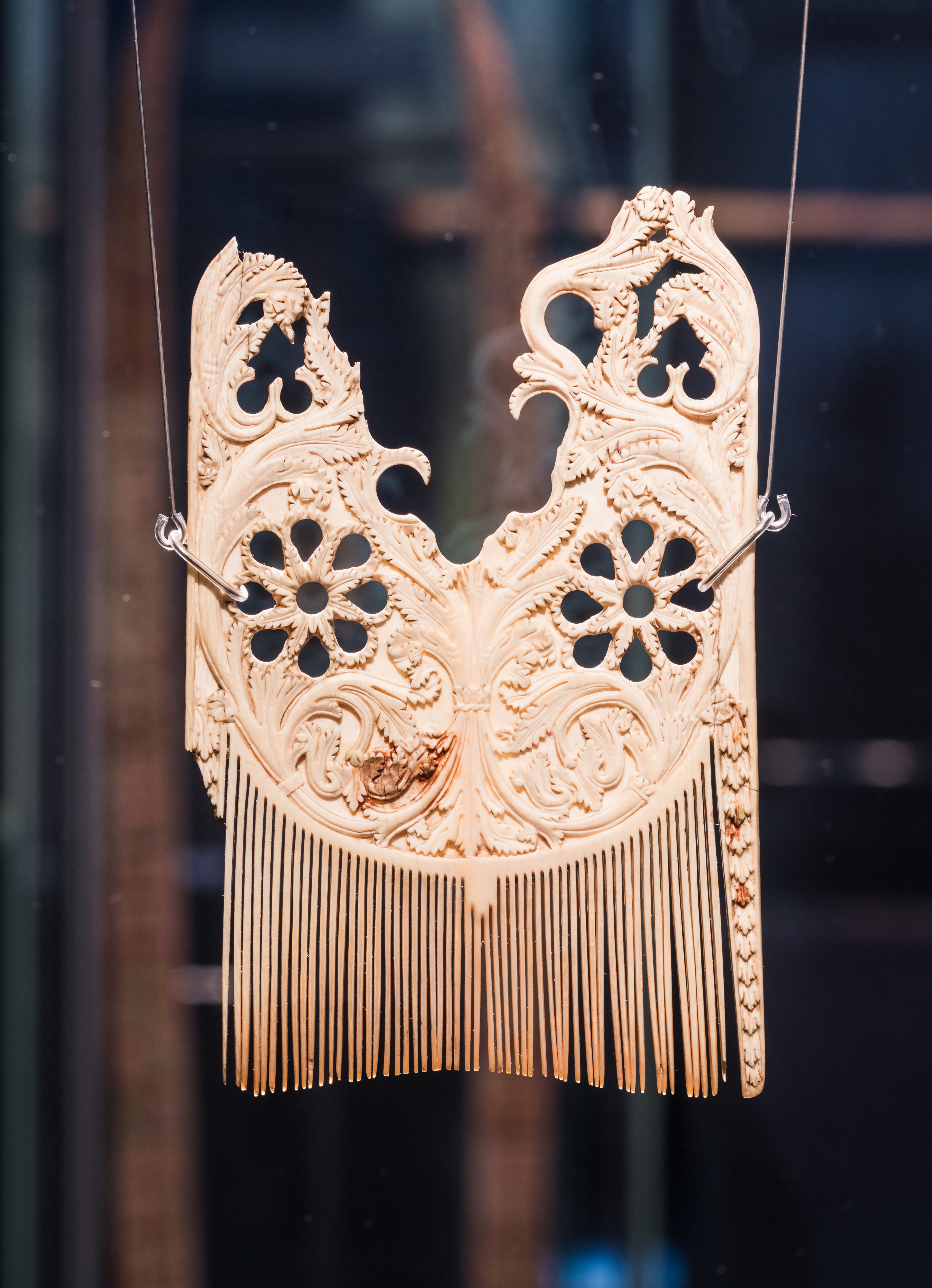
Elfenbeinkamm des Heiligen Heribert

Alexander Schnütgens Sammlung entstand aus dem Bedürfnis heraus, Kunstgegenstände über eine Zeit hinweg zu retten, in der sie als altmodisch oder wertlos galten und zu verfallen drohten. Sein Motto war „colligite fragmenta, ne pereant“ (Sammelt die übrig gebliebenen Stücke, damit sie nicht zugrunde gehen). In einer Ausgabe der Zeitschrift für christliche Kunst verzeichnet Schnütgen 500 Tafel- und Miniaturgemälde, 200 Glas- und Hinterglasmalereien, fast 600 Skulpturen, über 1000 Metallgegenstände, 400 Ledersachen, 200 Paramente, über 100 Gläser und Krüge sowie 4000 Gewebe, Stickereien und Spitzen, die er allesamt in seinem Privathaushalt aufbewahrte.

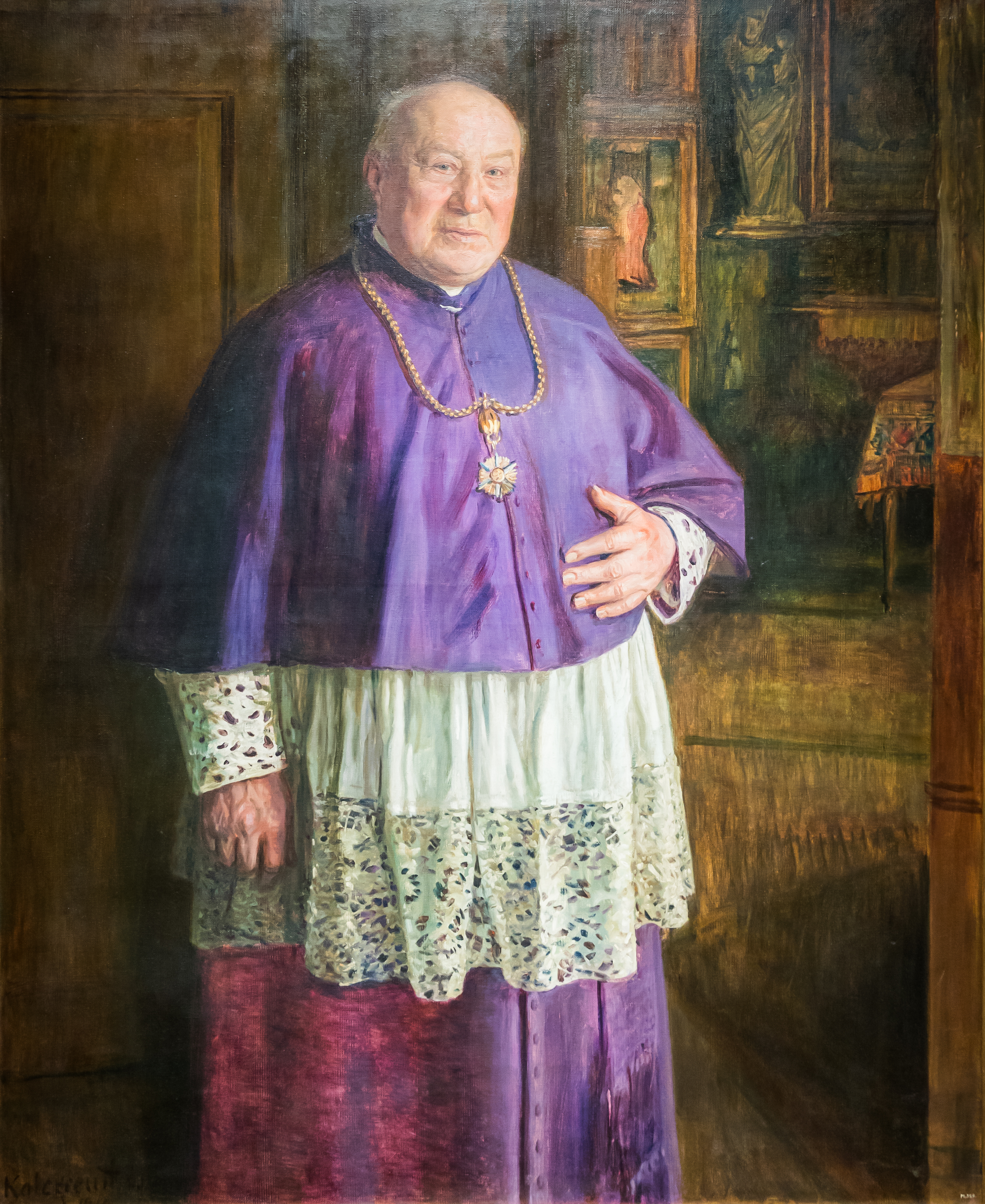
Alexander Schnütgen (Leopold von Kalckreuth, 1910)

Nach dem Umzug der Sammlung in die ersten Museumsräume erfolgte die notwendige Inventarisierung. In den Folgejahren gab es einzelne Zukäufe und weitere Schenkungen durch Alexander Schnütgen, so dass bereits 1911 ein Ausbau des Dachgeschosses im Kunstgewerbemuseum notwendig wurde. Eine 1912 gegründete Stiftung sollte den weiteren Ausbau der Sammlung finanziell unterstützen. Als Schnütgen im November 1918 starb, gingen weitere Bestände, darunter Gemälde, Plastiken und Bücher, auf dem Wege der Erbschaft an das Museum, so dass es im Folgejahr schließen musste, um die gewachsene Sammlung ordnen zu können.
Im Laufe der Zeit veränderte sich Charakter und Umfang der Sammlung, so dass heute nur noch ein kleinerer Teil aus der Original-Sammlung von Schnütgen stammt. 1930 kam eine ganze Reihe Kunstwerke zur Versteigerung, um einen Ausbau des Kunstgewerbemuseums zu finanzieren. Eine weitere Veränderung der Sammlungsstruktur markiert das Jahr 1932, als die Kölner Museen nach ihren Fachrichtungen neugegliedert wurden. Alltagsgegenstände und die Gemäldesammlung gingen ins Kunstgewerbemuseum und ins Wallraf-Richartz-Museum, dafür erhielt das Schnütgen-Museum sakrale Bestände aus den anderen Kölner Museen, etwa Elfenbeinwerke, ein Tympanon aus St. Pantaleon und mittelalterliche Glasgemälde, denen in den neuen Gebäuden im Deutzer Heribertskloster ein repräsentativer Raum gegeben werden konnte.
Kontinuierlich wurde die Sammlung durch Schenkungen und Ankäufe, aber auch Dauerleihgaben erweitert. Eines der bekanntesten Exponate, den Torso des Kruzifixus aus St. Georg, erwarb Fritz Witte in den 1920er Jahren. Unter Hermann Schnitzler und Anton Legner kamen Messgewänder, romanische Emailkunst, Glasgemälde und Elfenbeinminiaturen dazu. Eine nicht unwesentliche Anzahl Stücke erwarb der Förderverein Pro Arte Medii Aevi. Eine Patenschaftsaktion unter dem Motto „Lassen wir sie nicht verschimmeln“ im Jahr 2001 regte Privatpersonen, Unternehmen und Organisationen zur Übernahme von Restaurierungskosten an. So konnte eine größere Anzahl von Kunstwerken, die bis dahin nur im Depot aufbewahrt worden waren, wiederhergestellt werden.
Heute beherbergt das Museum insgesamt über 13.000 Exponate, darunter romanische und gotische Skulpturen aus Stein, Holzbilder und Elfenbeinschnitzereien, Schatzkunst aus Edelmetall sowie eine Sammlung von liturgischen Gewändern und Stoffen aus mehr als 1000 Jahren. Seit der Nachkriegszeit, als das Museum auf der vergleichsweise kleinen Ausstellungsfläche von 742 Quadratmetern in der Cäcilienkirche wiedergegründet wurde – in Deutz hatte man fast die dreifache Fläche zur Verfügung – besteht permanenter Platzmangel. In den Ausstellungsräumen konnten nur circa 10 Prozent des gesamten Sammlungsbestandes gezeigt werden.

### Ausstellungskonzepte im Laufe der Zeit

#### 1956 bis 1977
Mehrere Generationen von Museumsleiterinnen und -leitern verfolgten historisch jeweils unterschiedliche konzeptionelle Ansätze, zum Teil mit Umbauten und Sanierungen verbunden. Die erste Nachkriegspräsentation ab 1956 verband den Kirchenraum von St. Cäcilien als Teil der Sammlung mit musealen Einbauten, verantwortlich zeichnete hierfür neben Museumsleiter Schnitzler der Kölner Innenarchitekt Herbert Selldorf. Herausragende Einzelobjekte im Kirchenraum wurden ergänzt von eingebauten Vitrinen, die Objekte nach liturgischer Funktion oder als Gruppe von Typen präsentierten. Diese „Typenreihen“ gehen auf die ursprüngliche Sammlungskonzeption von Alexander Schnütgen zurück.

#### 1977 bis 2001
Eine zweite Neueinrichtung und Erweiterung erfuhr das Museum unter Anton Legner 1977, der versuchte, die Objekte „schwebend“ im Raum aufzustellen. Hierzu erhielten die Skulpturen zum Teil Unterbauten aus Acrylglas, und auch die deutlich stärker im Raum wirkenden neuen Vitrinen sollten so minimalistisch sein, dass sie nicht von den Objekten ablenkten. Auch bei diesem Konzept wirkten noch Schnütgens Typenreihen nach, etwa bei der Präsentation der Bronzekreuze und der Altargläser.

#### 2003 bis 2010

Thematisches Konzept um 2010

Mit dem Abschluss der Sanierung von 2003 unter Hiltrud Westermann-Angershausen wurde ein thematisches Ausstellungskonzept erarbeitet, das den Zugang zur Sammlung für Fachfremde erleichtern sollte. Die räumlichen Gegebenheiten der Basilika gaben die Struktur für die Themengruppen vor. So war die große Westempore dem Thema „Heilige als starke Vorbilder“ gewidmet. Zwei kleinere Emporen präsentierten Bronzearbeiten und Reliquiare.
Das Mittelschiff war – anders als bei den Vorgängerkonzepten – weitestgehend von Exponaten und Vitrinen freigehalten. Die Seitenschiffe waren dem Leben Jesu Christi und Marias gewidmet, der Chor als traditionell liturgisches Zentrum der Kirche wurde von einem Chorgestühl und der Goldenen Tafel aus St. Ursula dominiert.
Jeweils die bedeutendsten Exponate zu den einzelnen Themen waren zentral an den Säulen zum Mittelschiff hin platziert. Hier fand sich zum Beispiel an der südöstlichen Säule der Kruzifixus von St. Georg, die Aachener Madonna, ein Relief mit der Anbetung der Könige und das Brüsseler Passionsretabel.
Durch den Chor gelangte man im Norden zur „Schatzkammer“, der ehemaligen Sakristei, in der Goldschmiede- und wertvolle Elfenbeinarbeiten ausgestellt waren.
Die einige Stufen tiefer, unterhalb der Westempore liegende Krypta schließlich war dem Thema Tod („Memento Mori“) in der christlichen Kultur gewidmet.

#### Seit 2010

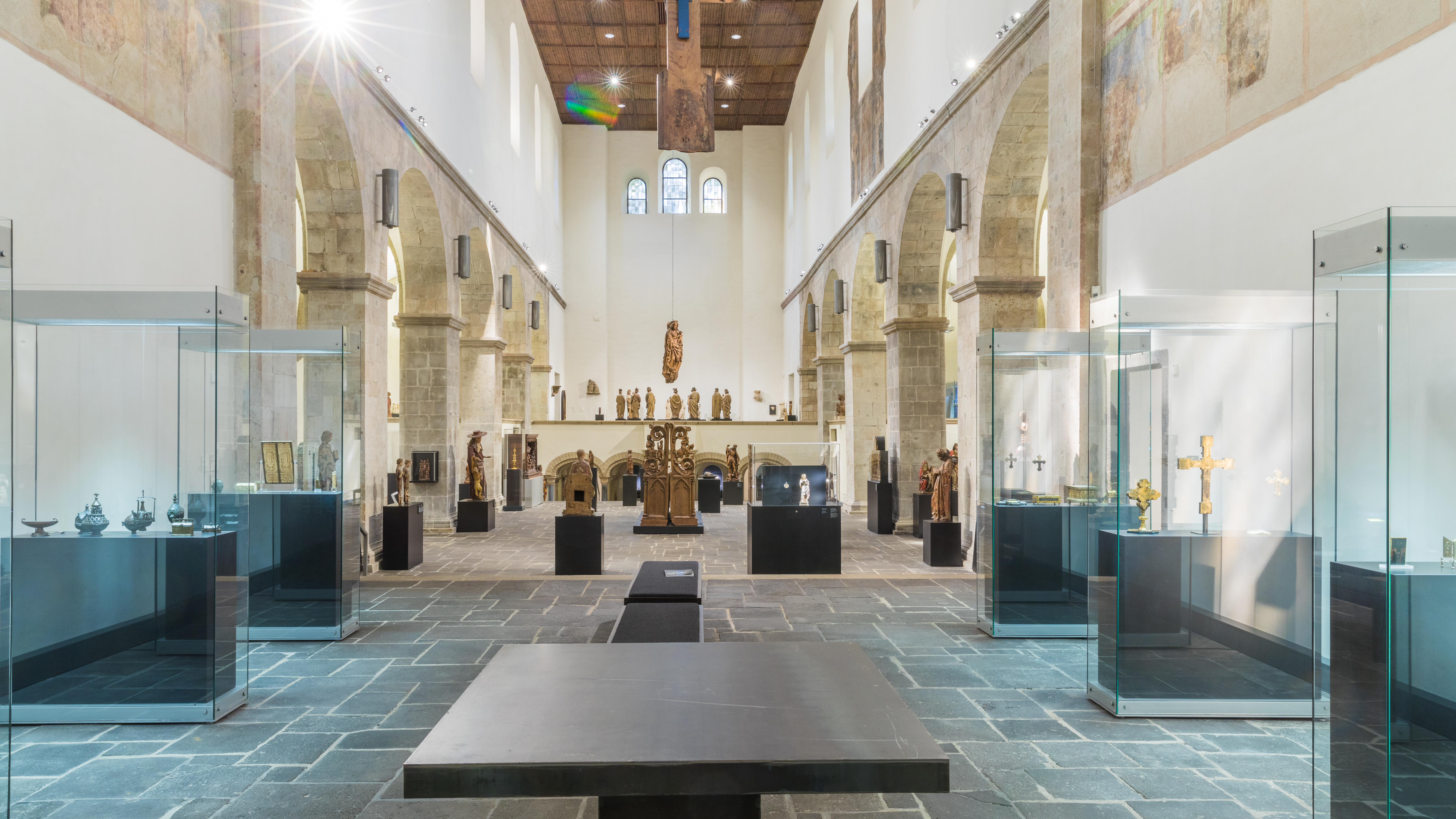
Blick aus dem Chor nach Westen zur Empore, 2020

Nach der Fertigstellung des Erweiterungsbaus im Kulturquartier Neumarkt wurde auch der so genannte „Band-Bau“ – vorher Verwaltungsräume und Foyer – mit eingeschlossen. Nun können erstmals Kunstwerke ausgestellt werden, die bis dahin keinen Platz gefunden hatten, darunter an großen Tageslichtflächen eine Auswahl der Glaskunst des Mittelalters. Die innenliegenden Bereiche der neuen Ausstellungsfläche sind den Steinskulpturen gewidmet, der ehemalige Verwaltungstrakt beherbergt in einem lichtgeschützteren Bereich die Textilien.
Der seit 2012 tätige Direktor Moritz Woelk setzt punktuell neue Schwerpunkte im Ausstellungskonzept. Bewährte Themengruppen, etwa „Memento Mori“ oder „Köln“, erhielten prominente neue Plätze. Neue Objekte wie etwa die Kölner Rathauspropheten dominieren seit 2014 die große Westempore. Blieb der Kirchenraum zunächst frei von Einstellbauten, so werden inzwischen herausragende neue Objekte auch wieder an zentralen Plätzen in einzelnen Vitrinen präsentiert. Prominente Skulpturen wie das Kruzifixus von St. Georg oder die Aachener Madonna sind neu positioniert worden. Die Krypta widmet sich mittelalterlichen Handschriften und dem Leben Alexander Schnütgens als Sammler.
Auch unter Woelks insgesamt eher experimentellen Ansatz – unter dem Motto „lebendiges Museum“ – sind traditionelle Konzepte erhalten geblieben, etwa die „Schatzkammer“ in der ehemaligen Sakristei, wo inzwischen auch eine große Sammlung von Ursula- und anderen Reliquienbüsten eine ganze Wand einnimmt – und sich damit auch der Kreis zu Alexander Schnütgens „Typenreihen“ wieder schließt.

### Ausgewählte Ausstellungsstücke

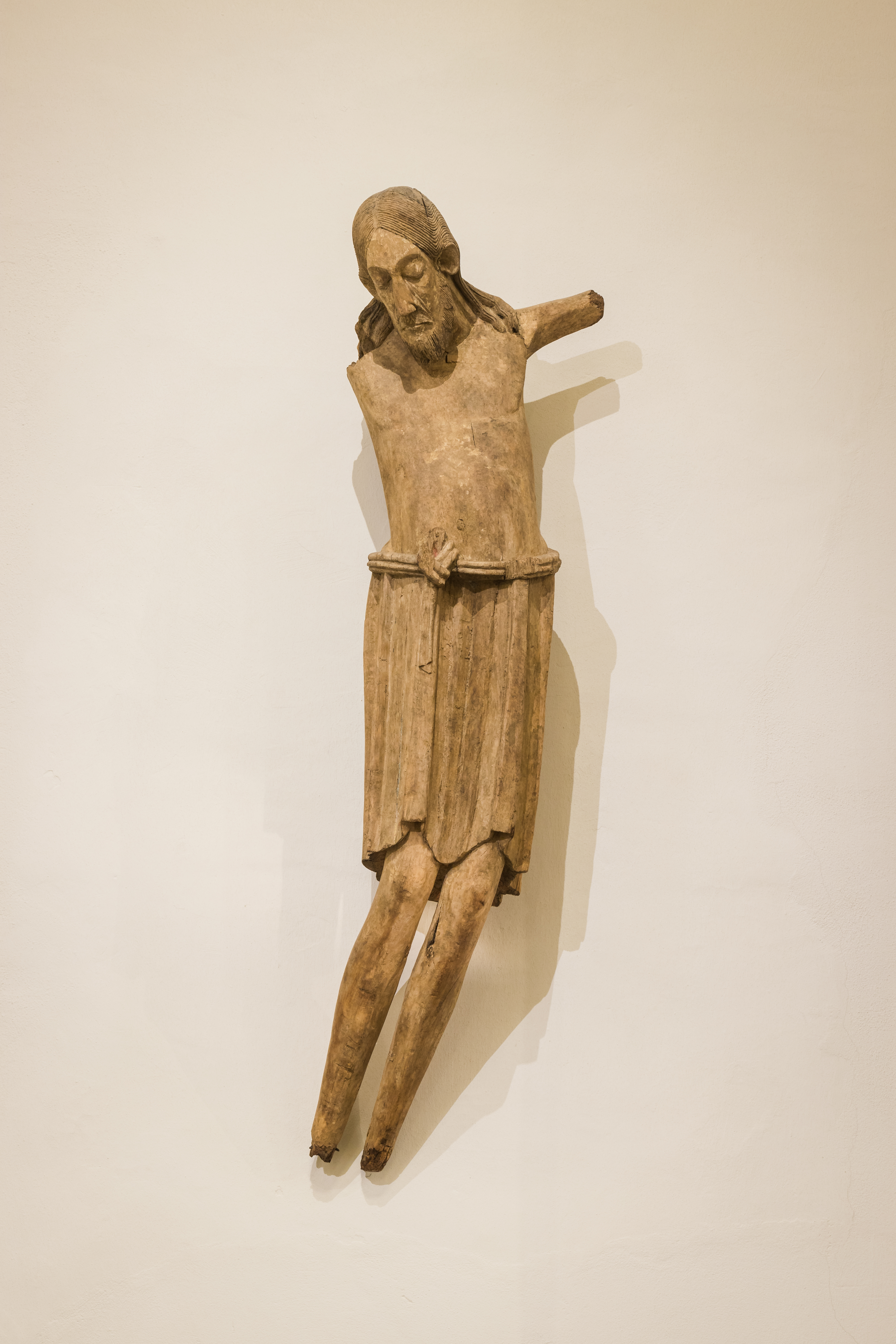
Eines der bekanntesten Ausstellungsstücke des Museums, der Torso des St.-Georg-Kruzifixus

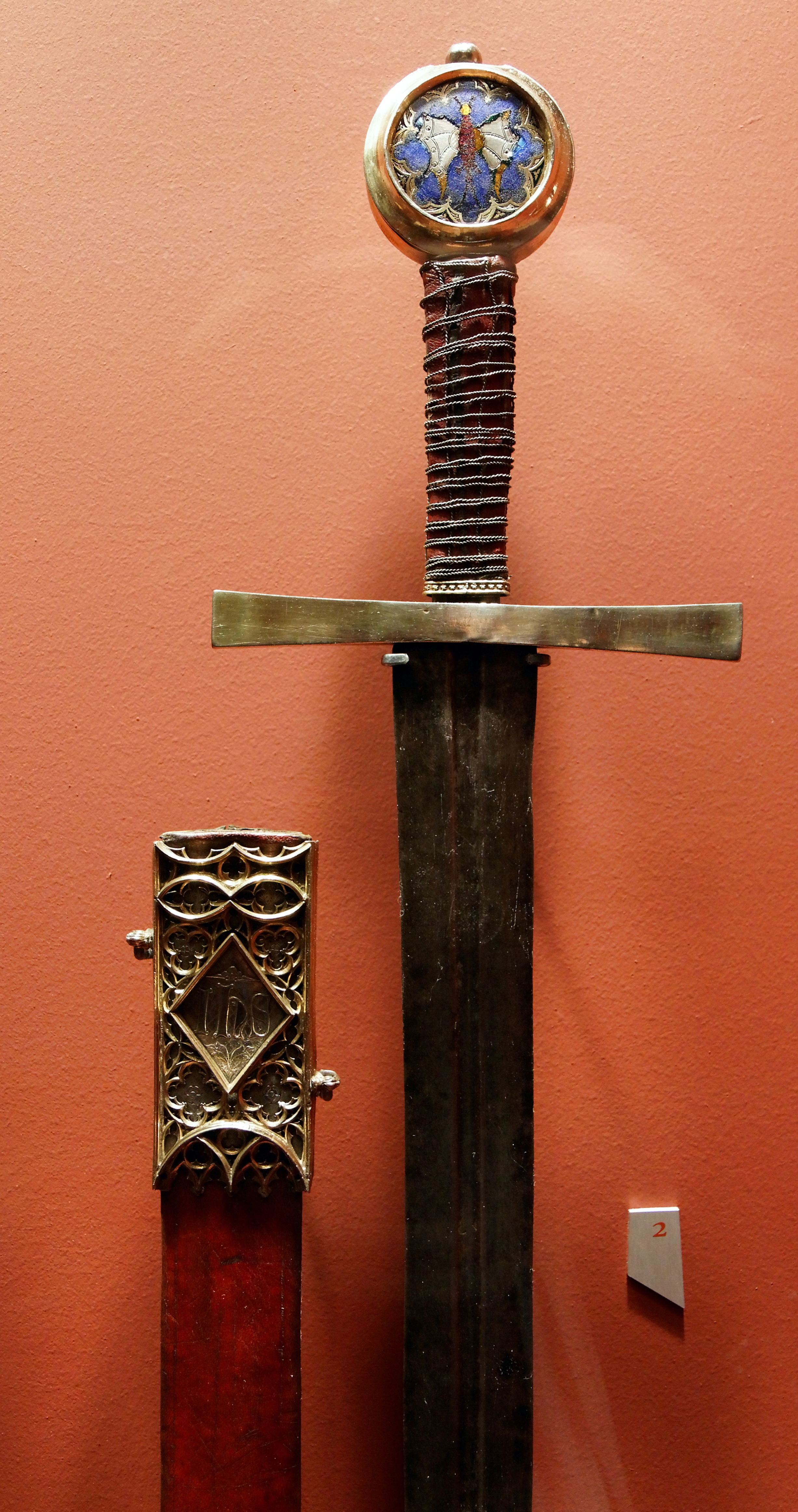
Georgsschwert, 14. Jh.

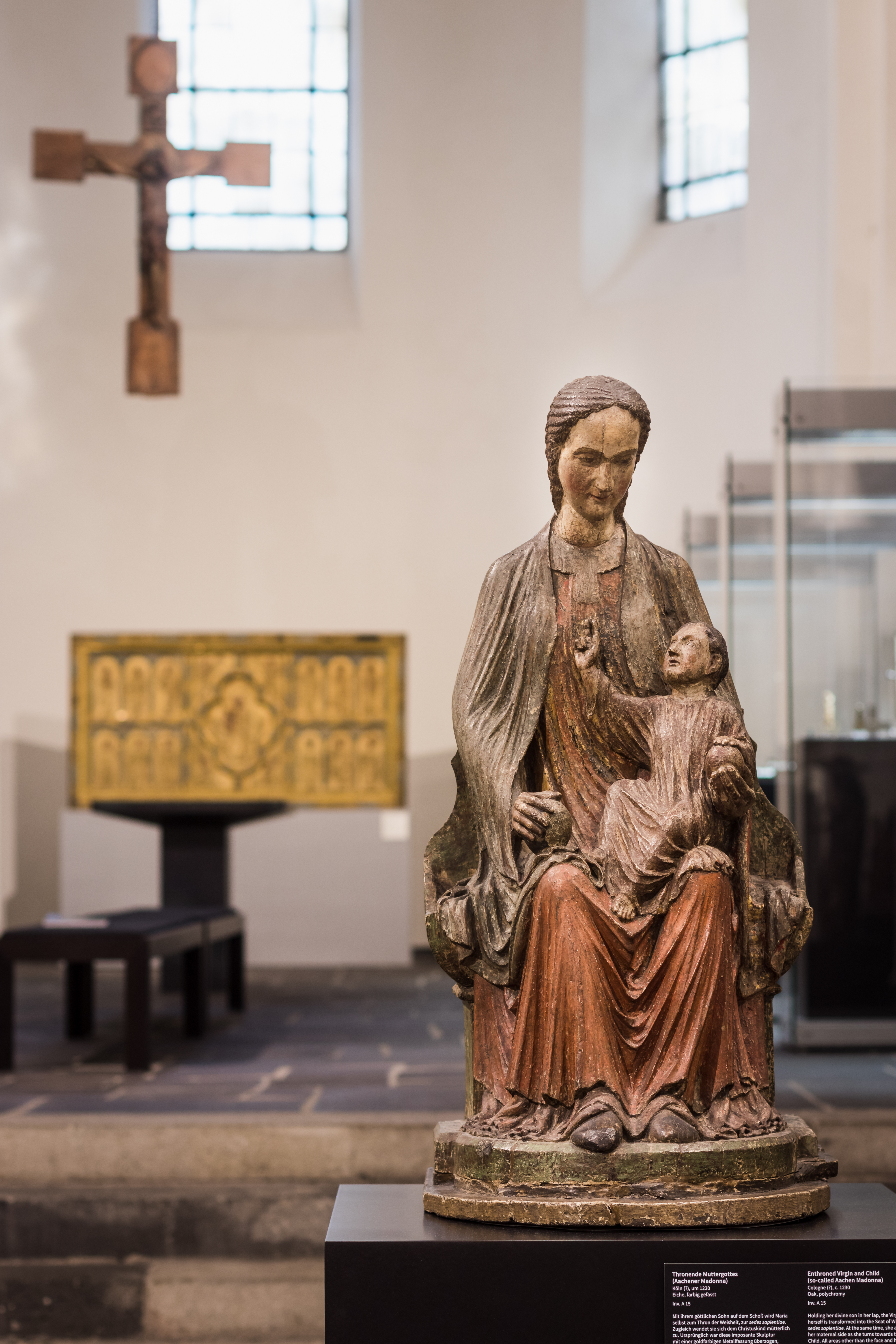
Aachener Madonna, um 1230

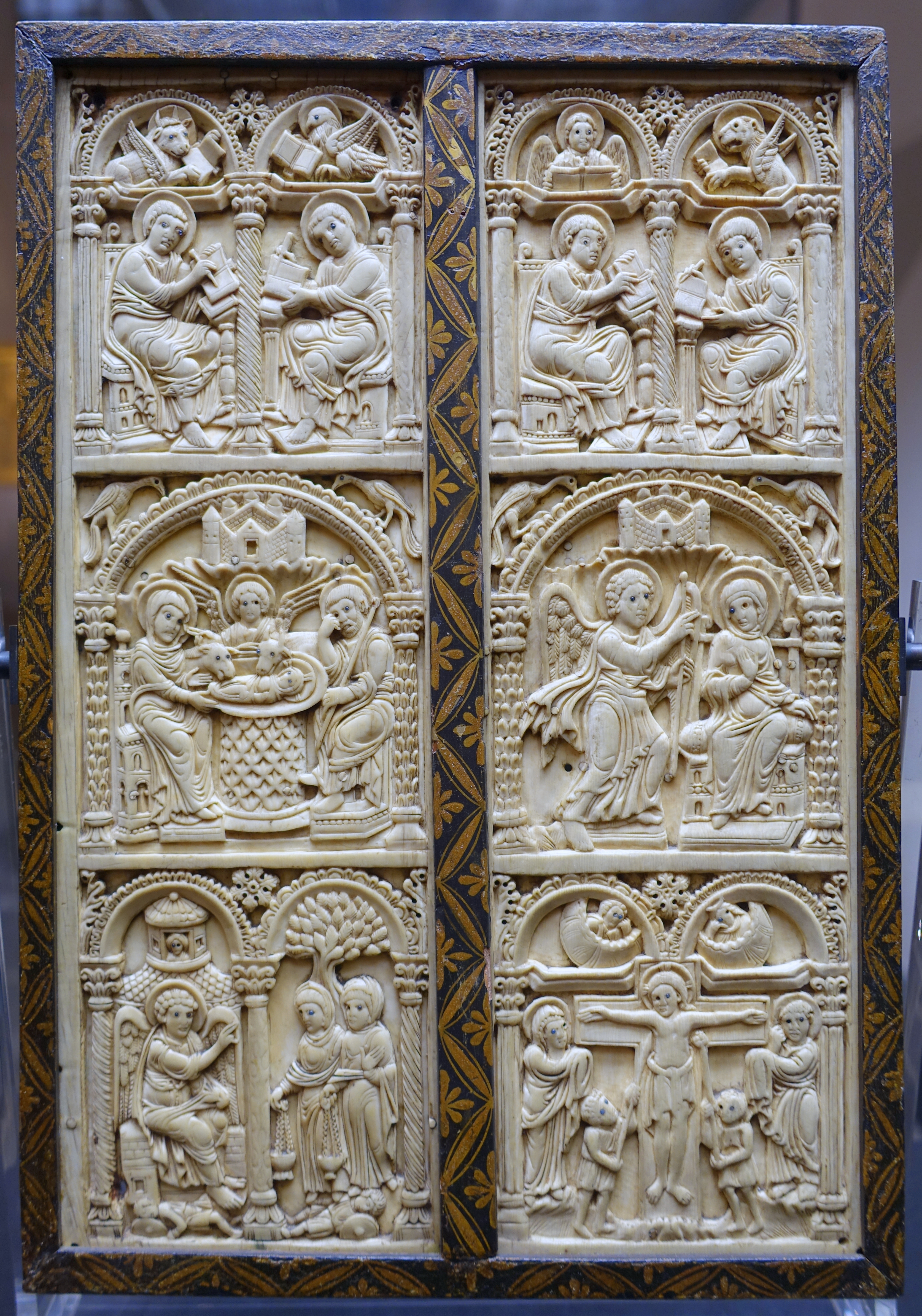
Harrachdiptychon, um 800

Holzskulpturen bilden konzeptionell einen Schwerpunkt des Ausstellungsraums und der Torso des Kruzifixus von St. Georg aus der Salier-Zeit ist eines der bedeutendsten Stücke der Sammlung. Die Figur, der beide Arme sowie die Füße fehlen, ist aus Weidenholz geschnitzt und 189,5 cm hoch. Die Skulptur wurde – noch in unrestauriertem Zustand – im Christuspavillon auf der Expo 2000 ausgestellt und danach einer umfassenden Restaurierung unterzogen, bei der diverse Farbanstriche entfernt und Teile der ursprünglichen Fassung freigelegt wurden.
Ebenfalls aus St. Georg stammt das Schwert des Heiligen Georg aus der 1. Hälfte des 14. Jahrhunderts. Es diente als Zerimonialschwert, z. B. bei Verhandlungen.
Eine für das Mittelalter in Köln besonders typische Form der Reliquiare waren die Ursulabüsten, von denen das Museum Schnütgen etwa 30 Exemplare in seiner Sammlung hat. Die Büsten galten als „Exportschlager“ der Stadt Köln, die durch ihre großen römischen Gräberfelder reich an Gebeinen waren.
Unter den zahlreichen Madonnendarstellungen (z. B. Madonna auf dem breiten Thronsitz) der Sammlung gilt die Aachener Madonna als eines der bedeutendsten Bildwerke des Museums. Die etwa einen Meter hohe Eichenskulptur im nördlichen Seitenschiff entstand um 1230, war ursprünglich mit Blattgold belegt und diente auch als Reliquienbehältnis.
Unter den Elfenbeinschnitzereien in der ehemaligen Sakristei (Schatzkammer) des Museums gilt das Harrach-Diptychon, das um etwa 800 an der Hofschule Karls des Großen entstanden ist, als eines der wichtigsten Stücke. Es zeigt in acht Bildern Szenen aus den vier Evangelien des Neuen Testaments, weshalb man annimmt, dass es ursprünglich nicht als Diptychon, sondern als vorderer Buchdeckel eines Evangeliars diente. Das Harrach-Diptychon ist eine Dauerleihgabe aus der Sammlung Ludwig.
Im Zentrum des Chorraums, der dem Thema Gottesdienst gewidmet ist, steht die Goldene Tafel aus St. Ursula. Es handelt sich um eine romanische Goldschmiedearbeit in Verbindung mit gotischer Malerei. Die Tafel bildete ursprünglich einen Teil des Altars der romanischen Kirche St. Ursula. Die ursprüngliche Version aus dem 12. Jahrhundert stellte im Zentrum Christus, umrahmt von den 12 Aposteln dar. In der spätgotischen Bearbeitung wurde Christus durch eine Maria mit Kind ersetzt und die Apostel wurden in regionale Kölner Heilige umgewidmet.
Das Museum besitzt auch einige sakrale Bücher, bzw. Teile davon. Das Älteste ist ein Buchdeckel aus dem 12. Jahrhundert mit einem Elfenbeinrelief aus der Zeit um 1000. Auf diesem Relief sind der thronende Christus mit den heiligen Viktor, Gereon und weitern Märtyrern aus der thebäischen Legion dargestellt.
Große Flächen des Neubaubereichs sind den mittelalterlichen Glasmalereien gewidmet, von denen das Museum eine der bedeutendsten Sammlungen in Europa besitzt. Neben Arbeiten aus Köln aus dem 13. bis 16. Jahrhundert beherbergt die Sammlung Stücke vom Nieder- und Mittelrhein, aus den Niederlanden und aus Frankreich. Die Bandbreite geht von einzelnen Fragmenten aus Fenstern des Kölner Doms und anderer Kirchen, wie etwa der bekannte Königskopf, bis hin zu ganzen Bleiglasfenstern, wie die Steinigung des Heiligen Stephanus und das Fensterpaar Marientod und Marienkrönung, das möglicherweise aus einer unbekannten Privatkapelle stammt.

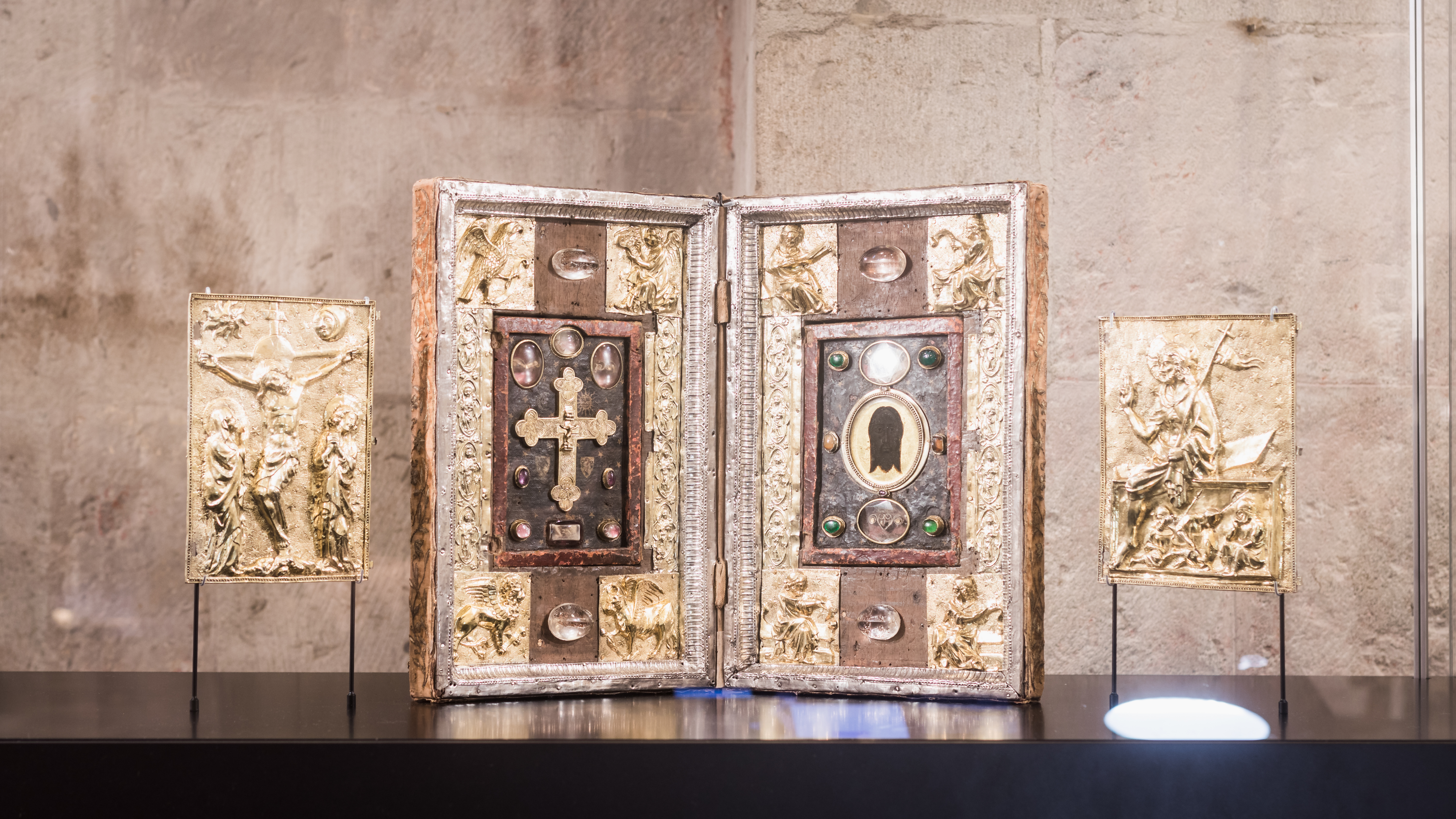
So genanntes Spitzer-Diptychon (Inv. G 693)

Unter den Neuerwerbungen des 21. Jahrhunderts sind einige prominente Stücke, darunter ein Reliquiendiptychon aus der Sammlung von Frédéric Spitzer. Bei diesem wurde ein älteres Reliquiar in ein prachtvolleres neues integriert. Zu den „kostbarsten Zeugnissen einer Blütezeit der Alabasterskulptur“ gehört ein zweiteiliges Alabasterrelief vom Anfang des 15. Jahrhunderts, das die Verkündigung an Maria zeigt. 2021 konnte der Große Kalvarienberg, ein Werk aus den Niederlanden aus Eiche von 1430–1440, farbig gefasst, dass sich seit 1965 im Museum befand, durch den Erwerb von vier trauernden Frauen (Maria mit ihren zwei Schwestern und Maria Magdalena oder Veronika) ergänzt werden.

## Ausstellungen

### Frühe Jahre
In den frühen Jahren war man zunächst mit der Sammlung selbst und ihrer Inventarisierung und Ordnung beschäftigt. Für eine Ausstellung, die die Tagung für christliche Kunst begleitete, stellte das Museum 1921 die Räume und konnte mit dem bereitgestellten Tagungsbudget neue Kunstwerke erwerben. Eine weitere Ausstellung präsentierte 1927 Mittelalterliche Kunst aus Kölner Privatbesitz. In den neuen Museumsräumen im Deutzer Heribertskloster präsentierte man 1933 Meisterwerke Kölner Goldschmiedekunst durch 800 Jahre.

### Nachkriegszeit
Nach dem Krieg veranstalteten das Wallraf-Richartz-Museum, das Diözesanmuseum und das Schnütgen-Museum bereits 1946 eine erste gemeinsame Ausstellung in der Eigelsteintorburg. Ein Jahr darauf wurden an der Kölner Universität Kunstwerke des Essener Domschatzes, aus dem Kölner Dom und dem Schnütgen-Museum gemeinsam unter dem Motto Romanische Kunst gezeigt.
Die erste Ausstellung am Nachkriegsstandort St. Cäcilien mit dem Thema Große Kunst des Mittelalters aus Privatbesitz fand 1960 statt.

### Die großen Ausstellungen der 1970er Jahre

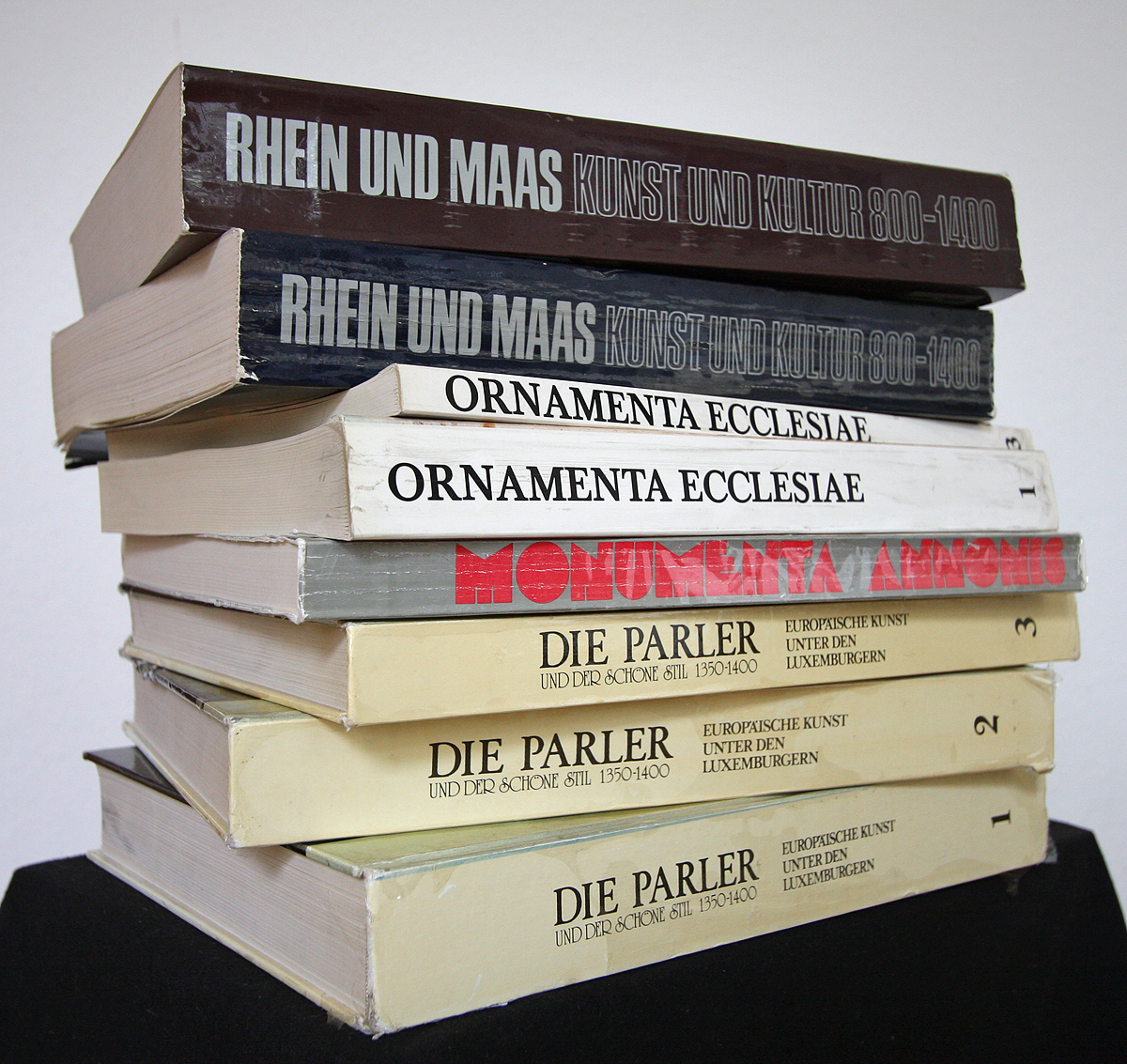
Ausstellungskataloge der bekannteren Ausstellungen

Unter den zahlreichen Sonderausstellungen des Museum Schnütgen haben einige besondere Resonanz gefunden. Die erste der „großen“ Ausstellungen unter dem Titel Rhein und Maas deckte thematisch sechs Jahrhunderte der kulturellen Wechselbeziehungen im Rhein-Maas-Gebiet ab. Sie wurde 1972 in Zusammenarbeit mit den belgischen Ministerien für französische und niederländische Kultur veranstaltet. Das Konzept einer wissenschaftlich anspruchsvollen, mit den belgischen Nachbarn gemeinsam veranstalteten Ausstellung ging noch auf Ideen von Hermann Schnitzler zu Beginn der 1950er Jahre zurück. Nach gut zwei Monaten und 218.000 Besuchern in der Josef-Haubrich-Kunsthalle schloss sie ihre Tore und ging im Herbst darauf in die Königlichen Museen der Schönen Künste in Brüssel.
Als kurz vor den Umbaumaßnahmen der Kirchenraum komplett ausgeräumt wurde, nutzte man den leeren Kirchenraum von April bis Juli 1975 noch für Ausstellung Monumenta Annonis – Köln und Siegburg. Weltbild und Kunst im hohen Mittelalter. Dabei wurden unter anderem erstmals Dokumente und Handschriften aus der Vatikatischen Bibliothek und dem Vatikanischen Geheimarchiv entliehen.

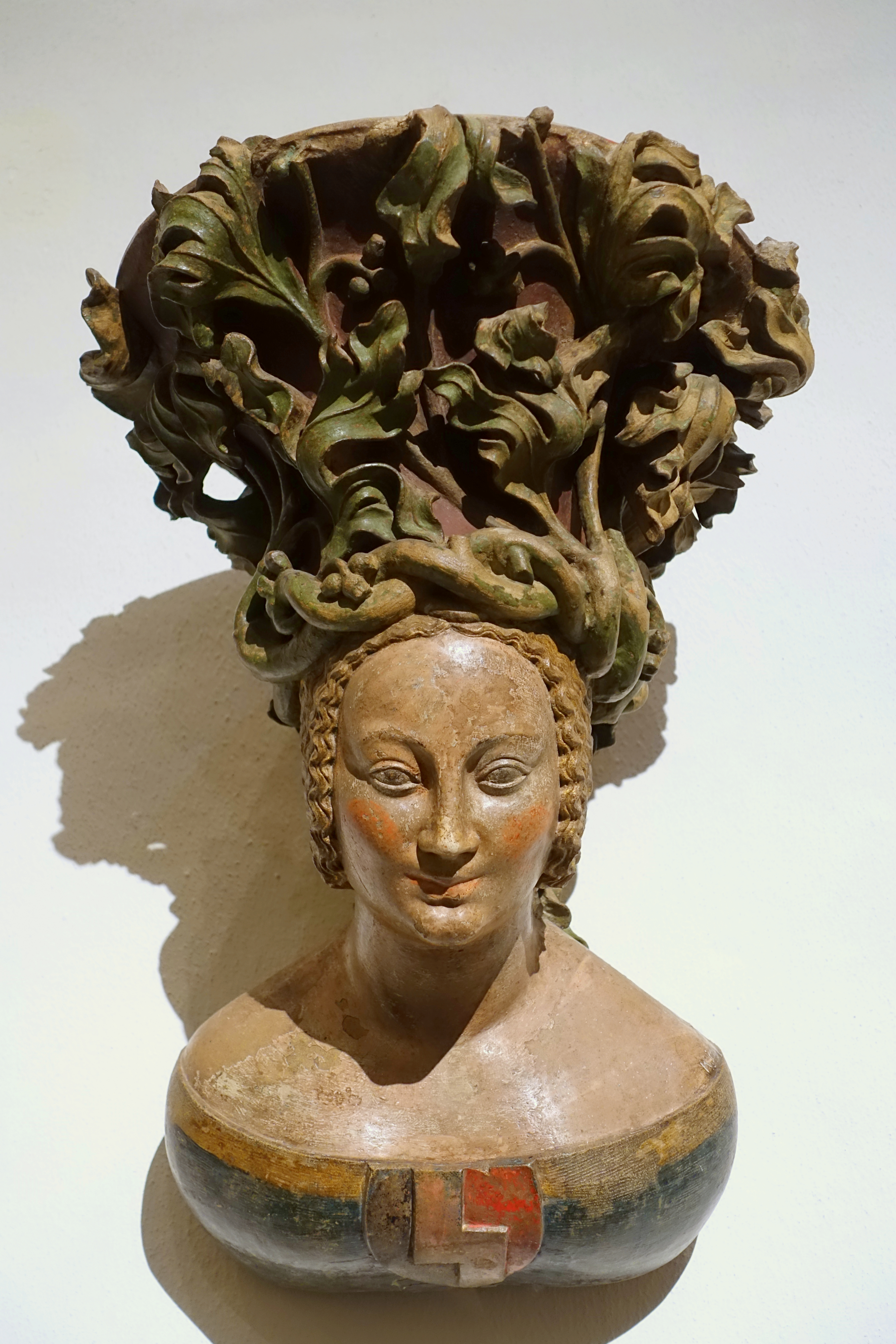
Parler Konsolenbüste aus der Sammlung, Köln, um 1390 (Inv. K 127)

Die dritte und mit über 300.000 Besuchern publikumsstärkste der großen Ausstellungen war Die Parler und der schöne Stil 1350–1400. Europäische Kunst unter den Luxemburgern im Jahr 1978. Die Ausstellung widmete sich der Epoche der luxemburgischen Herrschaft im Heiligen Römischen Reich und den unterschiedlichen Aspekten des geografisch weit in Mitteleuropa verbreiteten Einflusses des so genannten „Parlerstils“. Sie wurde wieder in der Kunsthalle ausgerichtet und zeigte u. a. Leihgaben aus Prag, Polen und der DDR, ein ungewöhnlicher Faktor in Zeiten des Kalten Krieges. Ein internationales Kolloquium zur Ausstellung folgte im Jahr darauf; der dreibändige Ausstellungskatalog enthält wissenschaftliche Beiträge von 140 europäischen Autoren.

### Weitere Ausstellungen
Die 1985 organisierte Großausstellung Ornamenta Ecclesia – Kunst und Künstler der Romanik begleitete das Kölner Jahr der Romanischen Kirchen anlässlich der weitestgehenden Wiederherstellung der zwölf großen romanischen Kirchengebäude in der Stadt. Die Ausstellung in der Josef-Haubrich-Kunsthalle wurde von einem dreibändigen Katalog begleitet und versuchte, neben den wertvollen Objekten der romanischen Kunst auch die herstellenden Künstler und Kunsthandwerker ins Blickfeld zu rücken.
Die Ausstellung Himmelslicht. Europäische Glasmalerei im Jahrhundert des Kölner Dombaus (1248–1349) anlässlich des 750-jährigen Jubiläums der Grundsteinlegung des Kölner Doms besuchten 1998/1999 rund 72.000 Menschen. Gezeigt wurden gotische Kirchenfenster, naturgemäß meist fest in Kirchen verbaut – die bis dahin größte Zusammenstellung von hochmittelalterlicher Glasmalerei in einem Museum.
Jüngere Ausstellungen gab es anlässlich der Wiedereröffnung nach der Sanierung im Jahr 2003 und zum 100-jährigen Jubiläum 2006. Letztere wurde in Kooperation mit der benachbarten „Kunstkirche“ St. Peter veranstaltet, die dazu zusätzliche Ausstellungsfläche bereitstellte.

### Ausstellungen ab 2011 im Kulturquartier

#### Glanz und Größe des Mittelalters

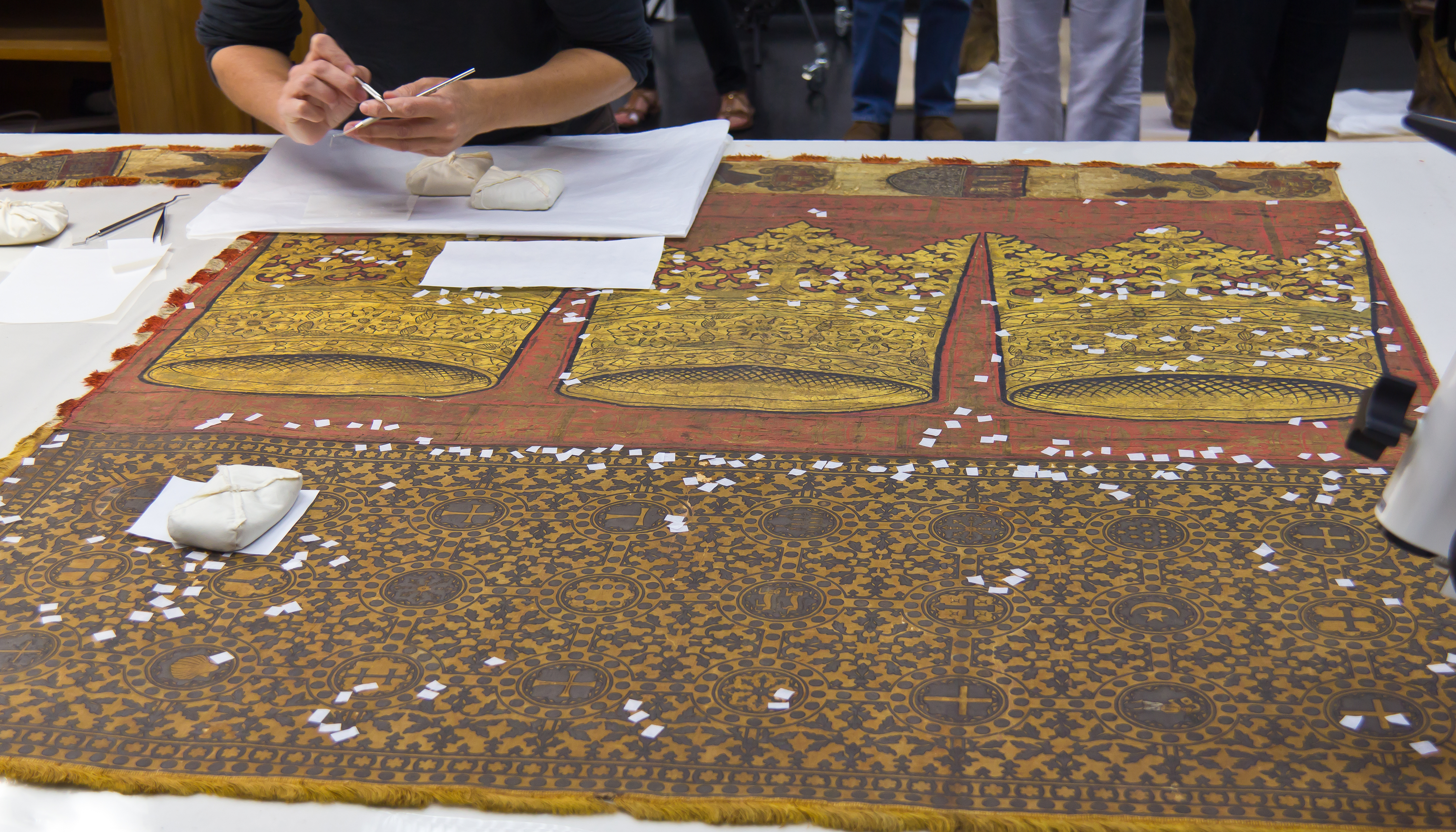
Das Dreikronenbanner aus dem Kölnischen Stadtmuseums in der Werkstatt des Schnütgen-Museums

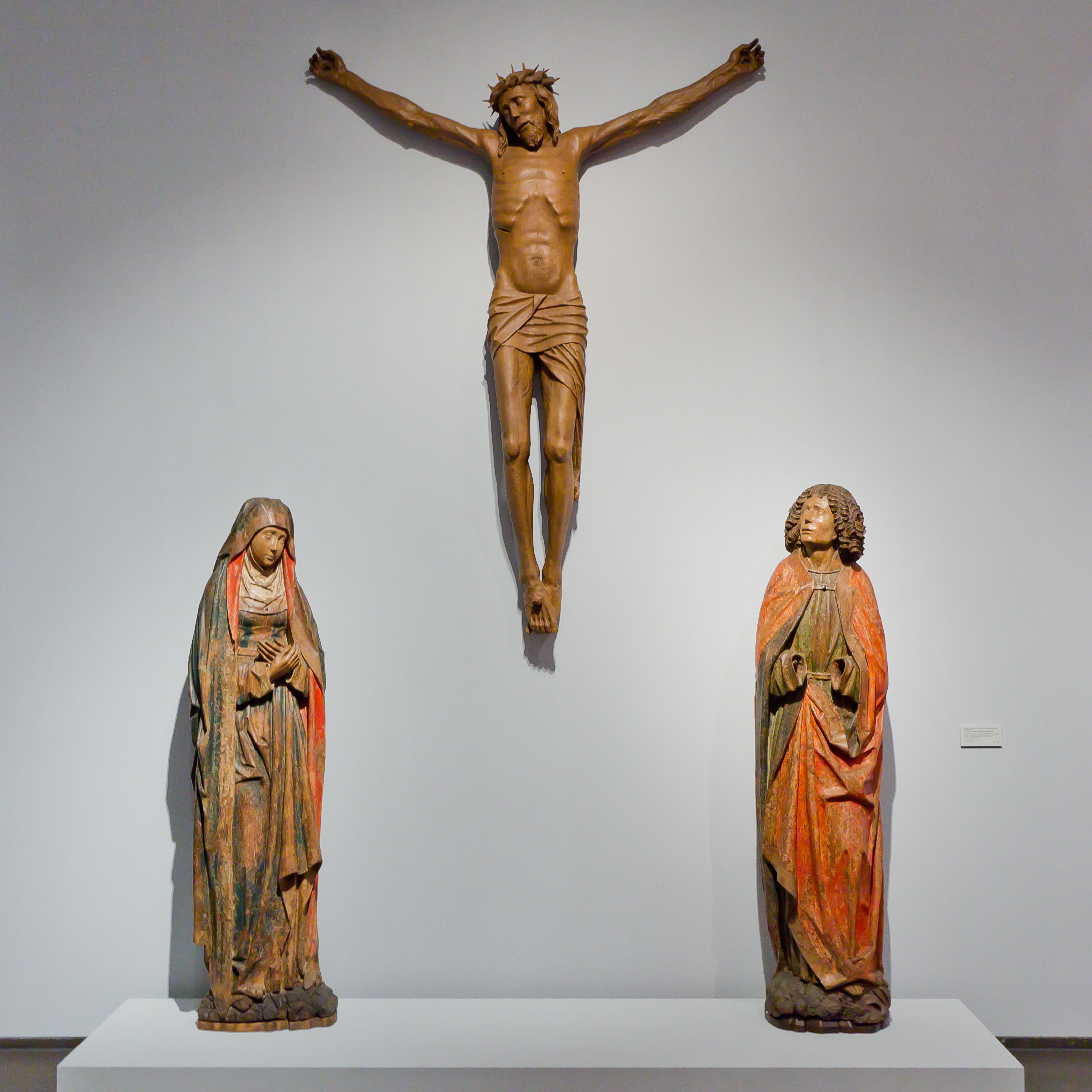
Die für die Ausstellung wiedervereinte Kreuzigungsgruppe Meister Tilmans von um 1480/90

Als erste Ausstellung in den neuen Räumen im Kulturquartier wurde Glanz und Größe des Mittelalters – Kölner Meisterwerke aus den großen Sammlungen der Welt vom 4. November 2011 bis zum 26. Februar 2012 gezeigt. Neben 65 eigenen Stücken kehrten rund 160 Kunstwerke aus der ganzen Welt nach Köln zurück, um Kölns Blütezeit von 1000 bis 1550 zu präsentieren. Viele dieser Kunstwerke waren teilweise Jahrhunderte nicht mehr in Köln zu sehen. So wurde unter anderem die Kreuzigungsgruppe von Meister Tilman (um 1480/90) aus der ehemaligen Benediktinerkirche Großkönigsdorf wieder vereint. Die Figuren der Maria und des Johannes waren eine Leihgabe des Szépművészeti Múzeum in Budapest, das Kruzifix wurde von der Frechen-Königsdorfer Kirchengemeinde St. Sebastianius entliehen. Das Kölner Dreikronenbanner von nach 1450 aus dem Kölnischen Stadtmuseum wurde in der Werkstatt des Museum Schnütgen für die Ausstellung restauriert.

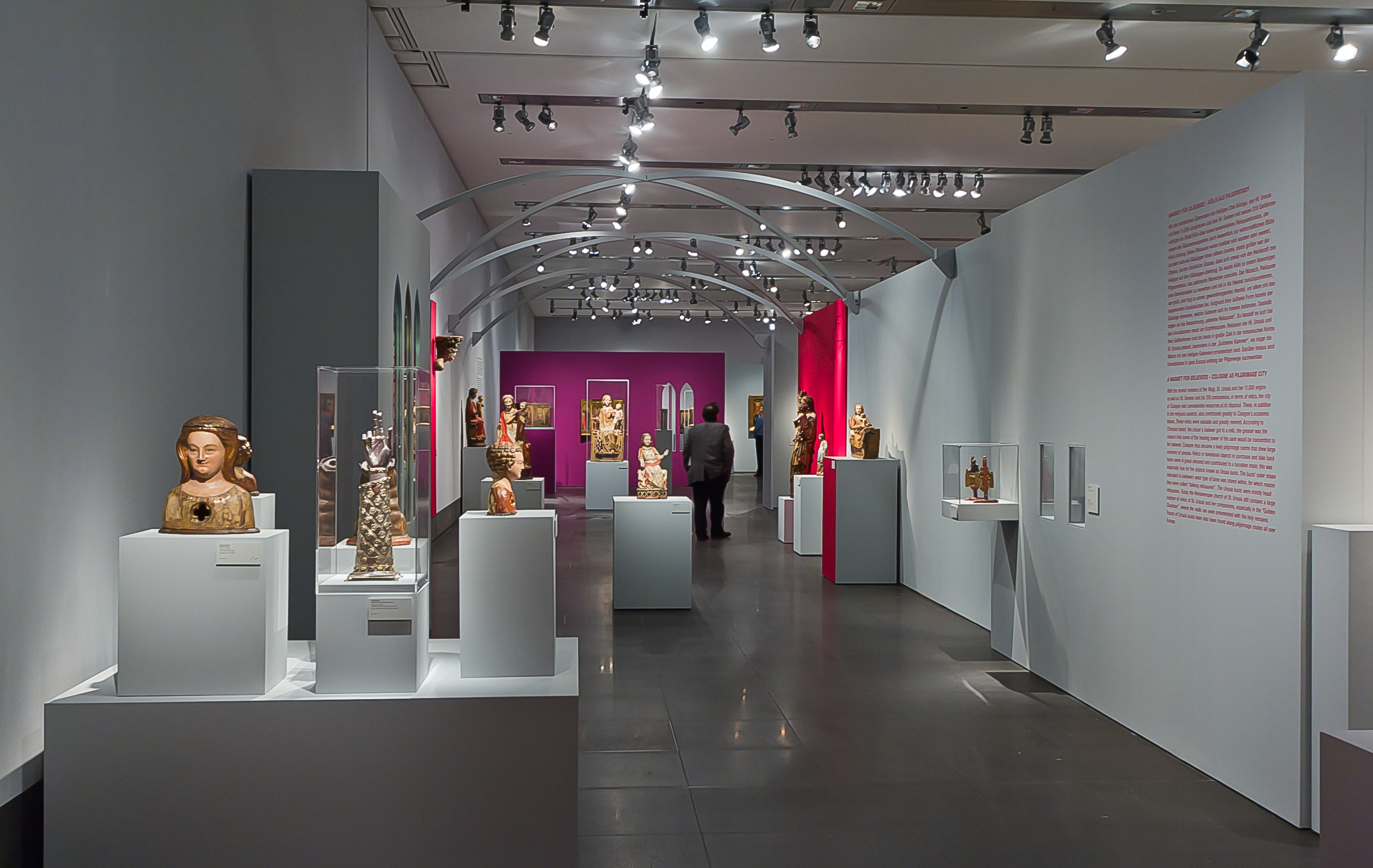
Ausstellung Glanz und Größe des Mittelalters, 2012
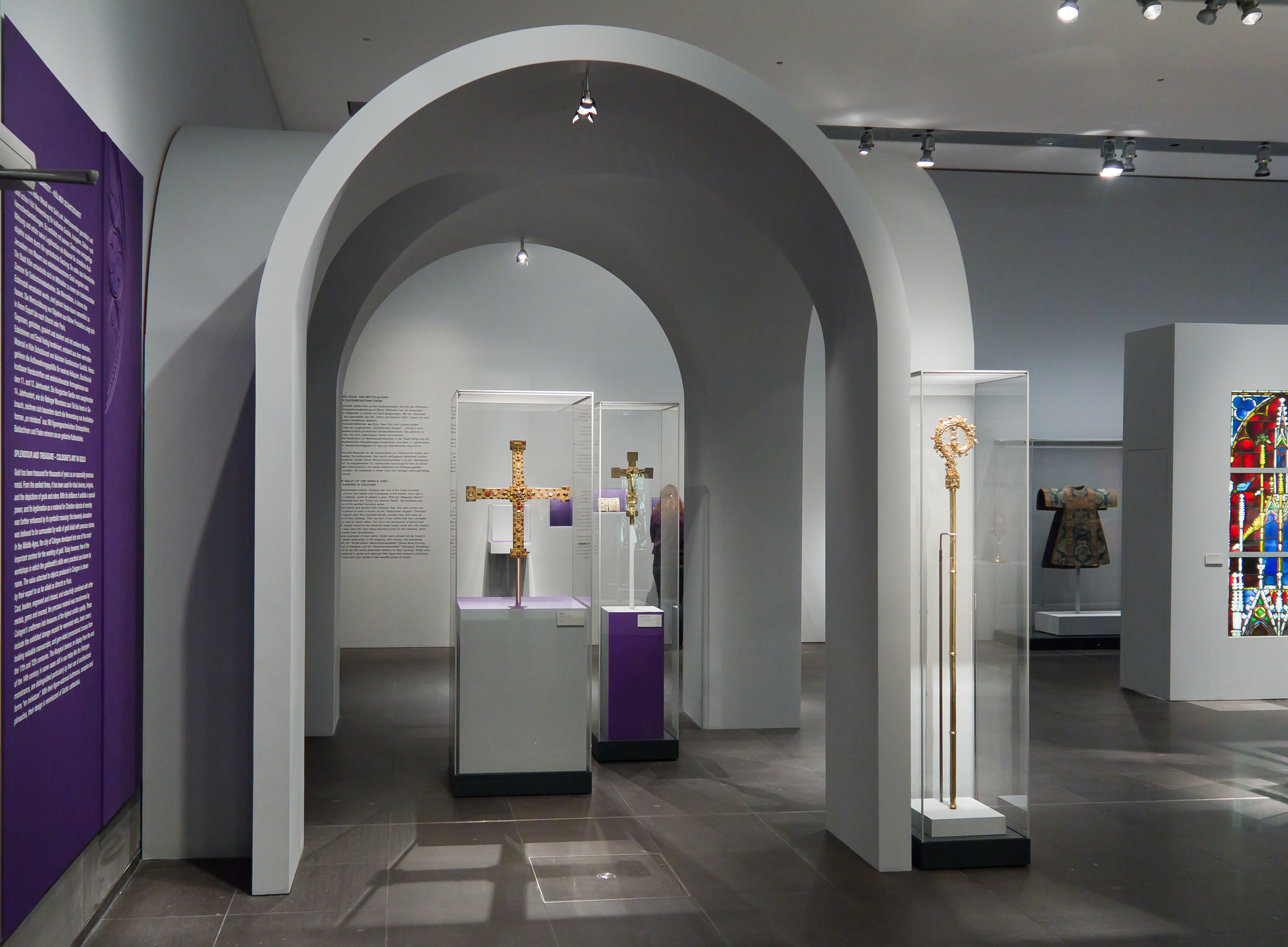
Ausstellungsarchitektur
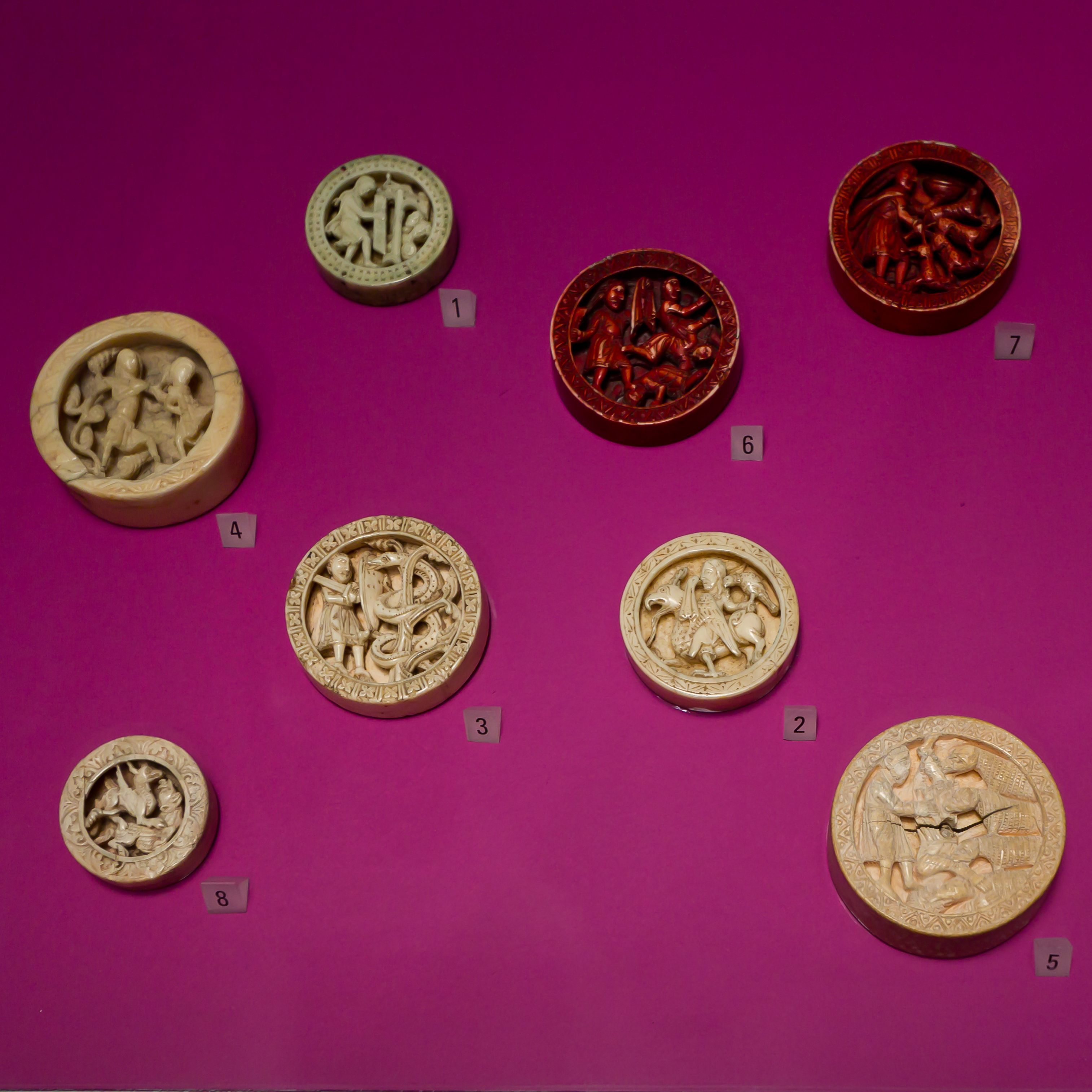
Spielsteine aus dem 12. Jh. in der Ausstellung
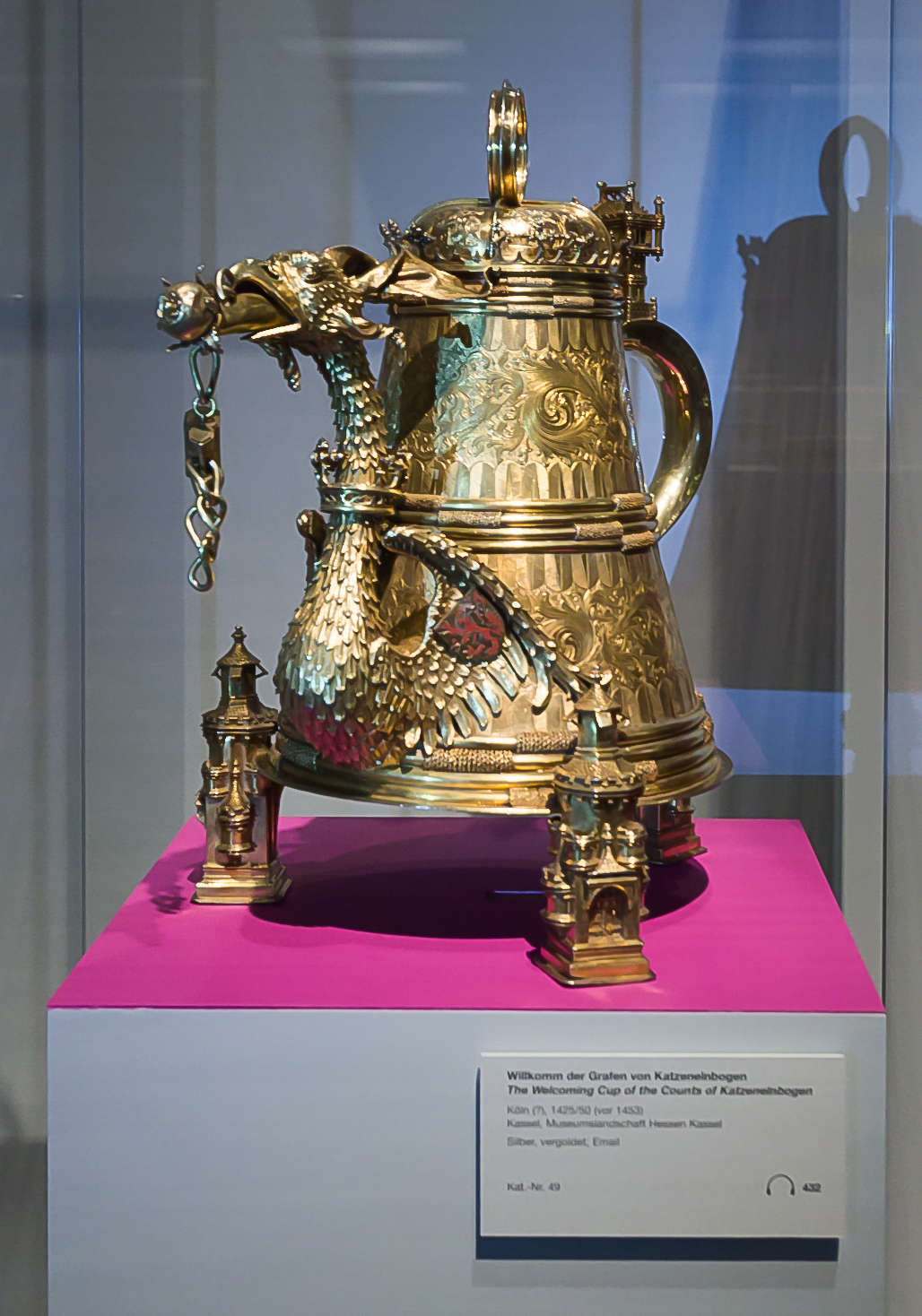
Vergoldeter Willkomm der Grafen von Katzenelnbogen, vor 1453

In einer Umfrage der Welt am Sonntag unter zehn renommierten Kritikern, die das Kunstjahr 2011 beurteilen sollten, wurde die Ausstellung zur besten Ausstellung in NRW 2011 gewählt.

#### Die Heiligen Drei Könige. Mythos, Kunst und Kult
Anlässlich der Übertragung der Dreikönigenreliquien von Mailand nach Köln, die sich 2014 zum 850 Male jährte, zeigte das Museum Schnütgen vom 25. Oktober 2014 bis 25. Januar 2015 etwa 130 Leihgaben aus rund 70 Sammlungen und Museen in Europa und New York sowie Kunstwerke aus den eigenen Beständen. Der zeitliche Bogen reichte vom 3. bis zum 16. Jahrhundert, mit einem kleinen Exkurs bis in die jüngste Vergangenheit.

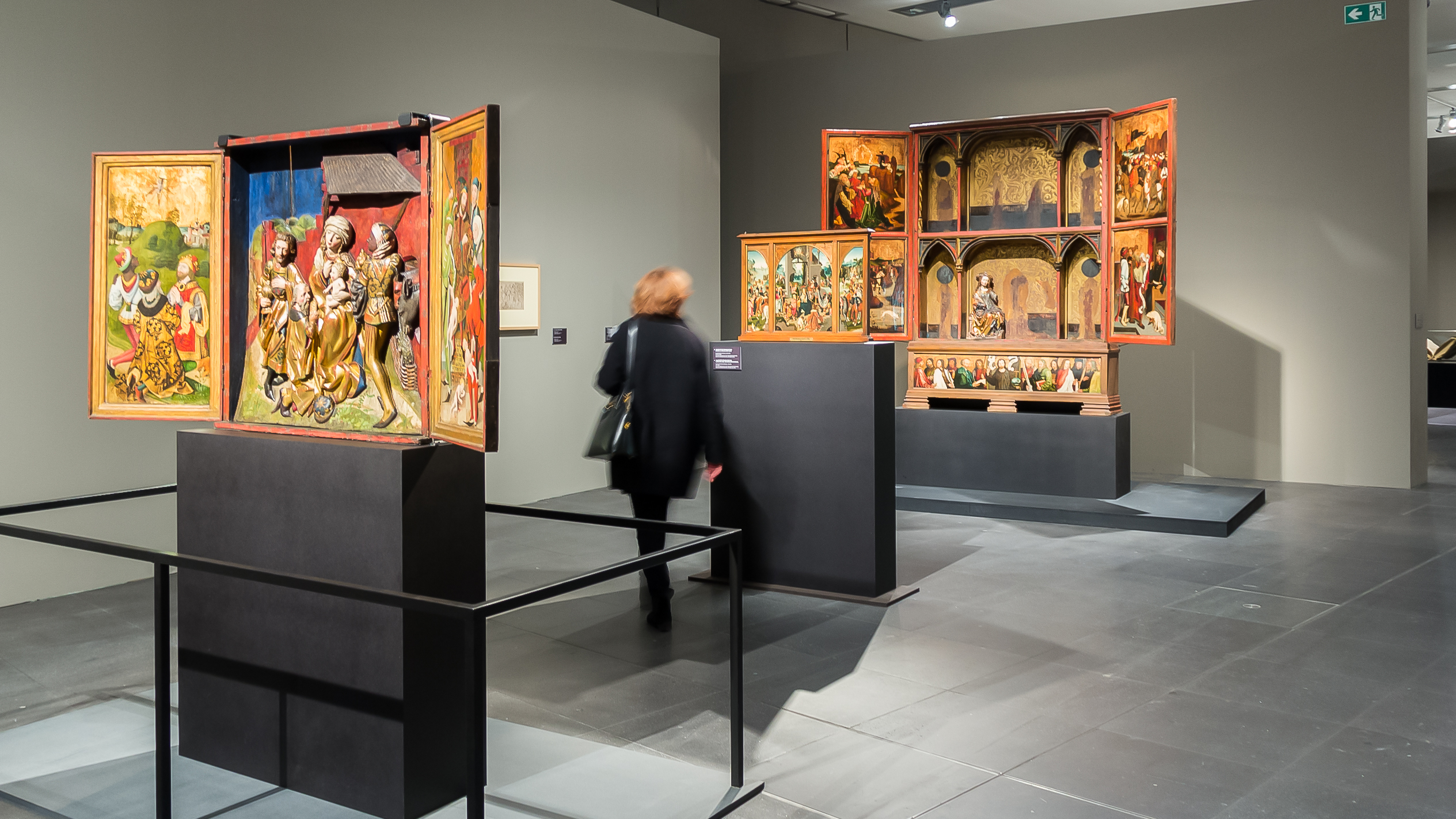
Impression aus der Ausstellung
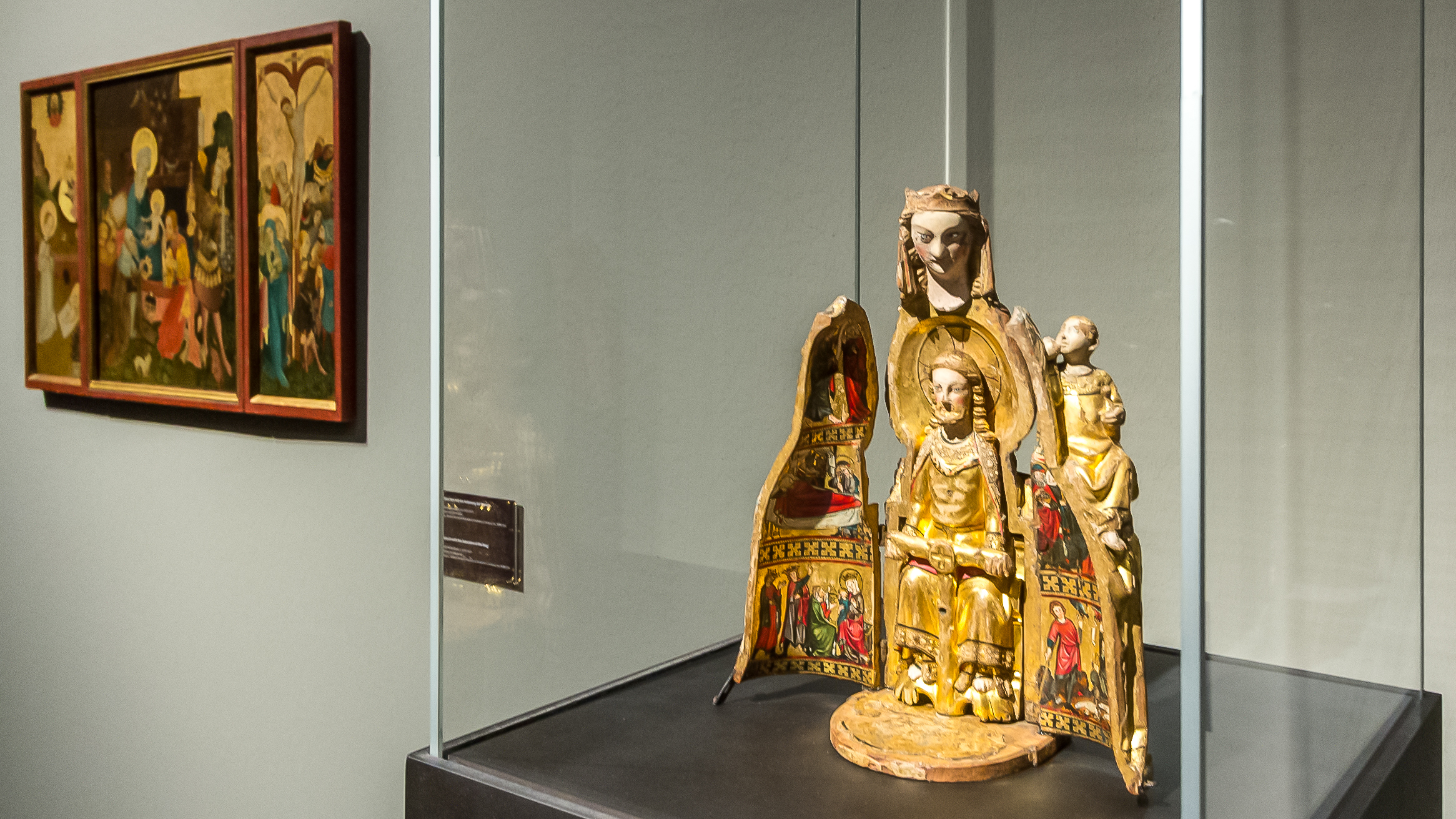
Schreinmadonna
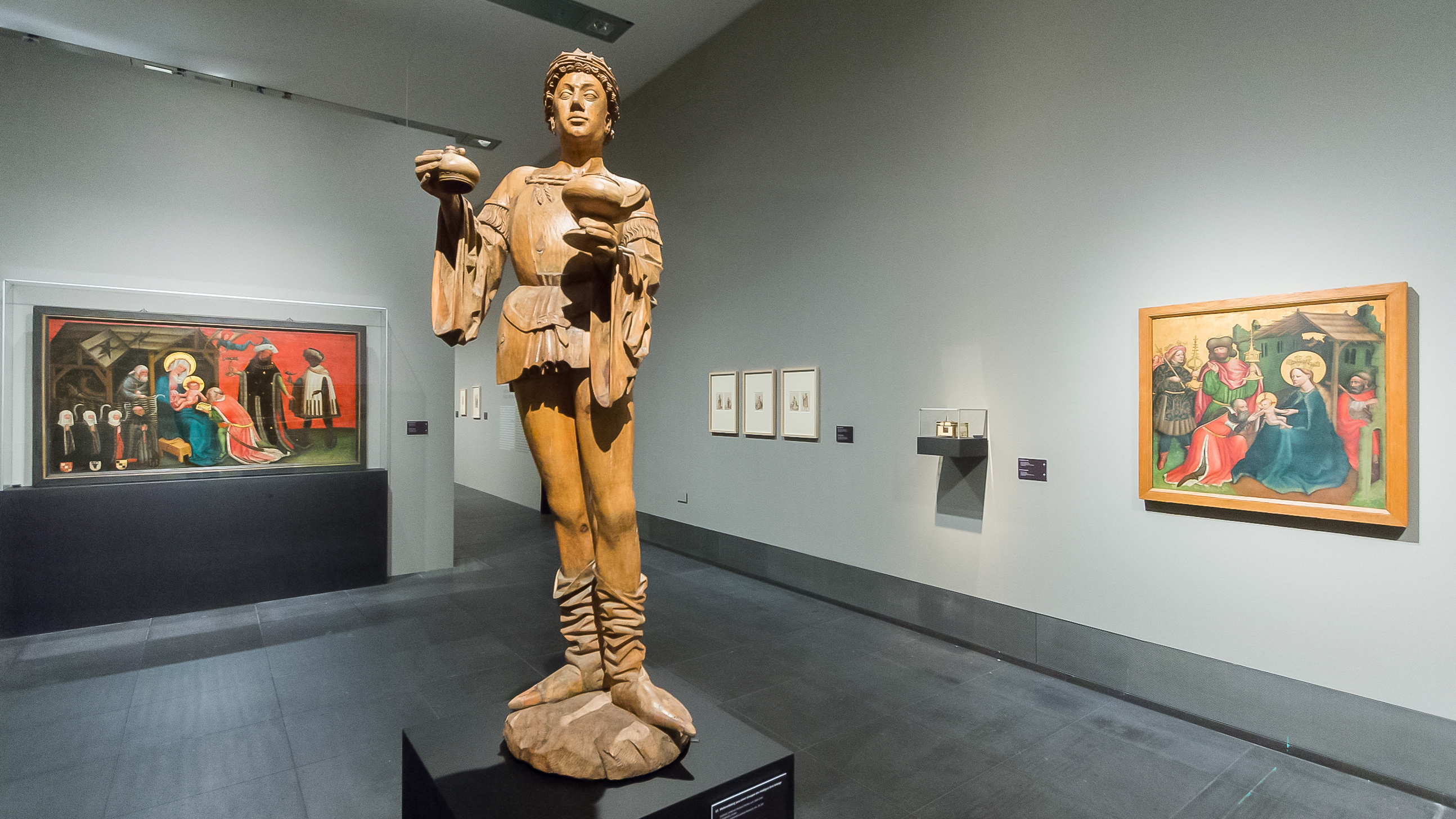
Mohrenkönig aus einer Gruppe der Heiligen Drei Könige
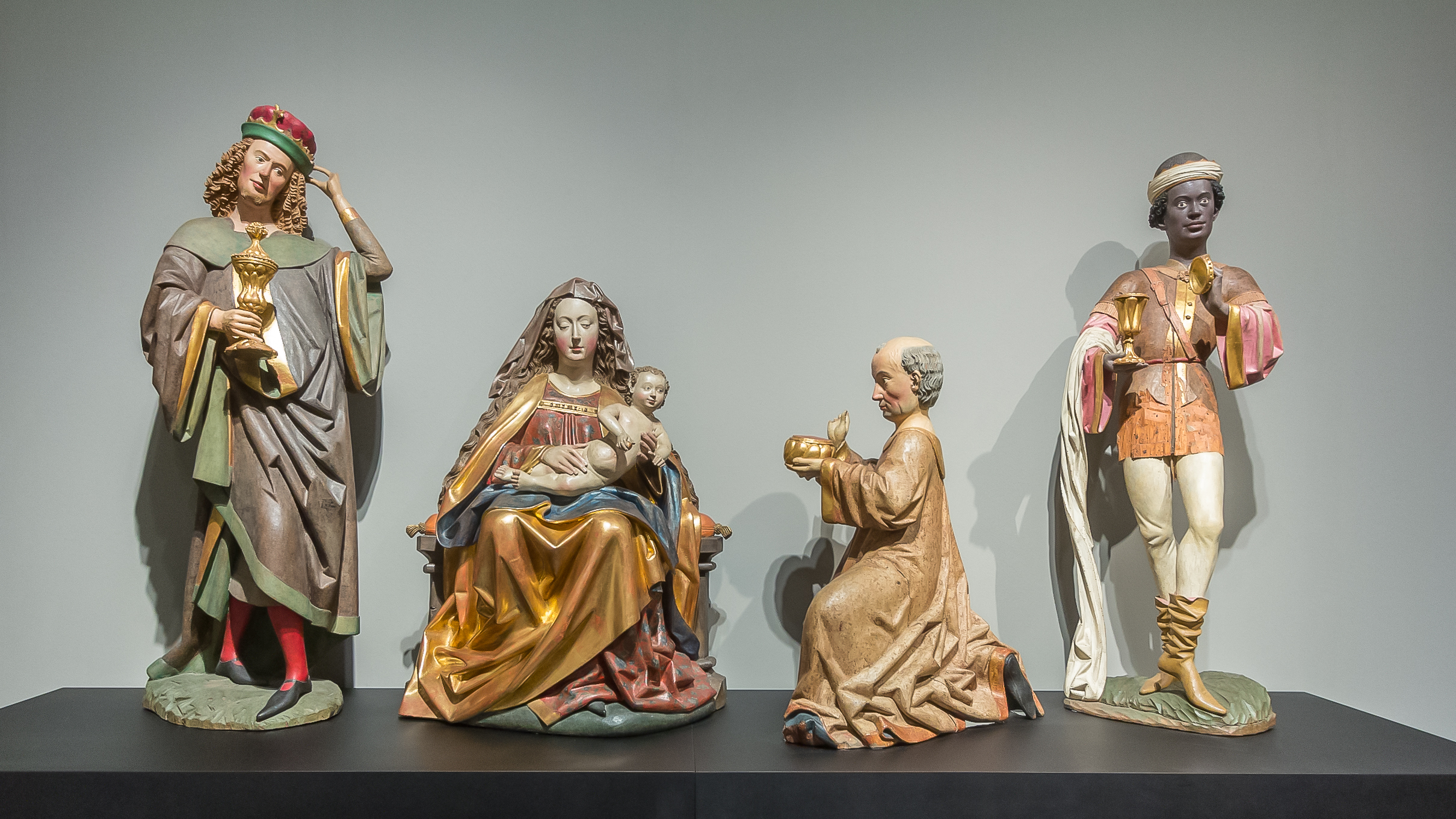
Anbetungsgruppe
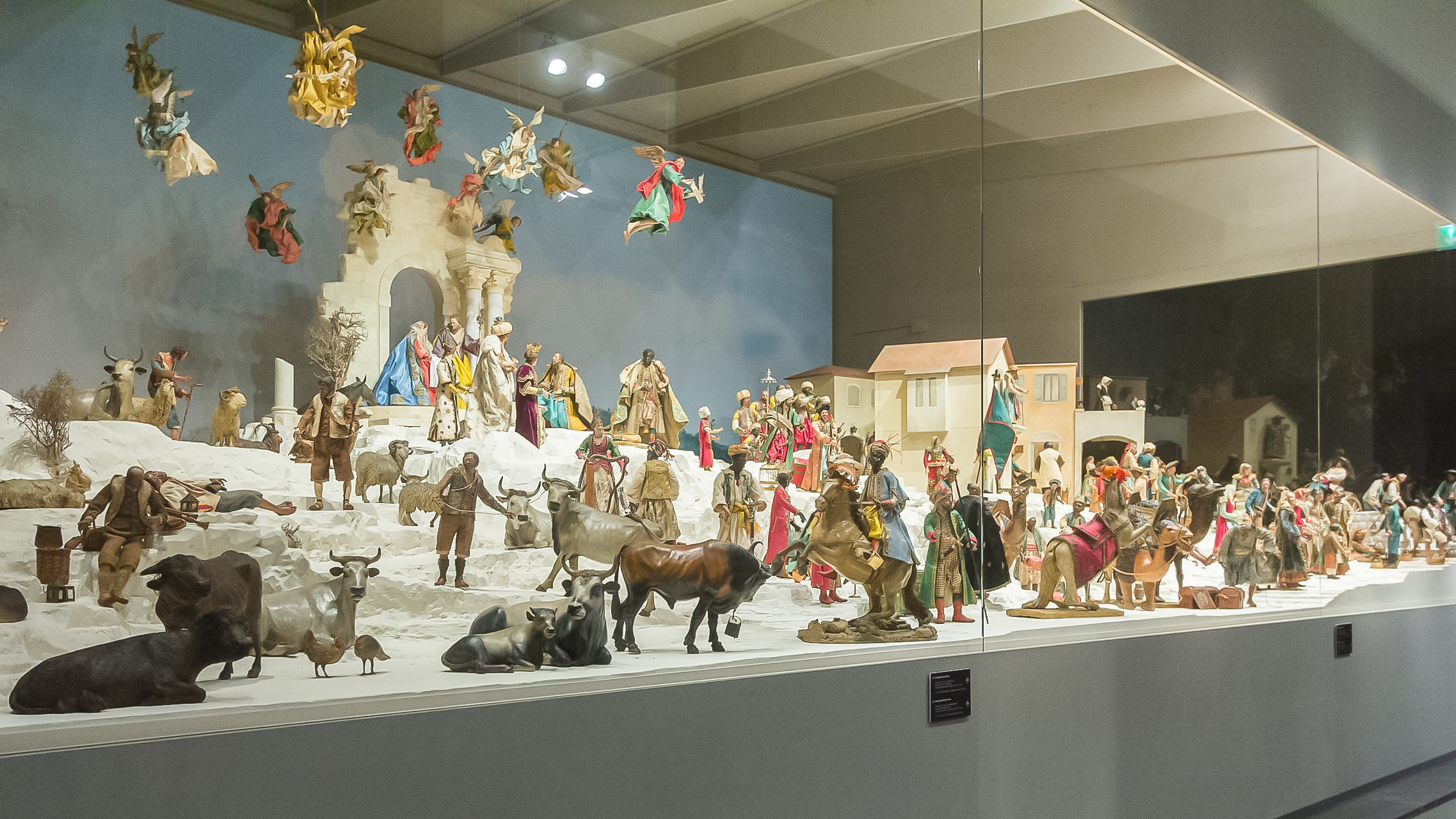
Neapolitanische Krippe, 18. Jahrhundert

#### Expedition Mittelalter

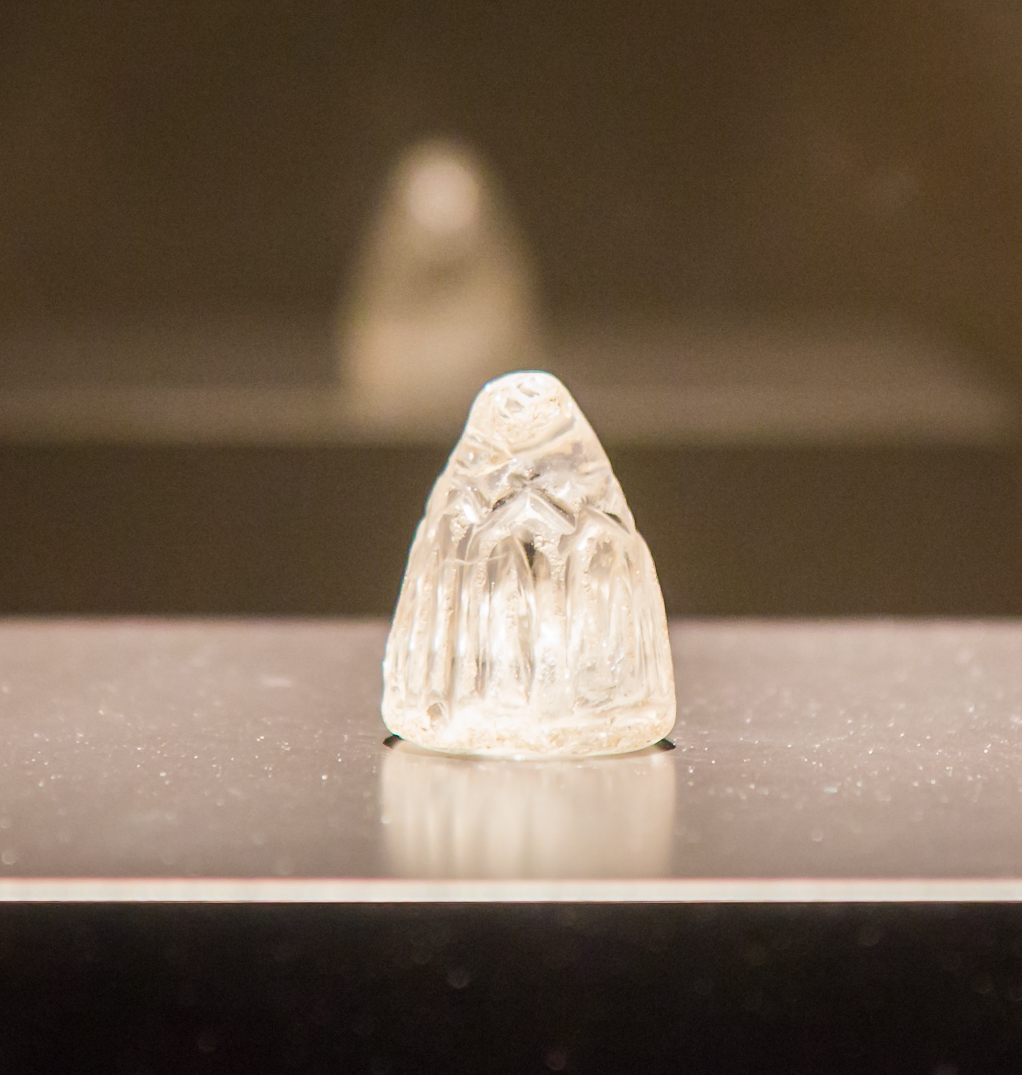
Schachfigur aus Bergkristall (Inv. F 52) bei Expedition Mittelalter

Diese Sonderausstellung im vom 20. Oktober 2017 bis 28. Januar 2018 zeigte rund 200 Objekte aus der Sammlung, die normalerweise in den Depots gelagert sind. Dazu gehörten erstmals Werke der Goldschmiedekunst, Figürchen aus Ton und die lichtempfindliche Kasel von Anno II. Dieses Messgewand aus kostbarer byzantinischer Seide aus der Zeit um 1000 stammt ursprünglich aus dem Grab des Erzbischofs Anno II. Auch wurde der sogenannte Schachstein Karls des Großen ausgestellt. Museumspädagogisch neu für das Museum war die Tatsache, dass es keinen klassischen Katalog gab, sondern die Exponate durch eine interaktive Graphic Novel, auf spielerische Art erschlossen werden konnten, nicht nur von Kindern. Neben einem klassischen Begleitprogramm wurden Comic-Workshops für Schulklassen angeboten. Für die Ausstellung wurde ein Comic mit dem Titel: „Kristall und Rauch“ von Ralf Marczinczik geschaffen und gratis verteilt. Er versetzte die Leser in die Zeit unmittelbar nach dem Mittelalter (1515). Des Weiteren gab es Veranstaltungen, die im Museum selbst und im Domforum stattfanden, mit einem Begleitprogramm (Lesungen, Vorträge, Konzerte u. a.) und Führungen.

#### Arnt der Bilderschneider – Meister der beseelten Skulpturen
Vom 25. Juni bis zum 20. September 2020 zeigte das Museum Schnütgen eine monographische Sonderausstellung zum Werk des Arnt Beeldsnider, auch Arnt van Zwolle oder Arnt von Kalkar genannt. Gezeigt wurden etwa 60 Werke des zwischen circa 1460 und 1491 tätigen Künstlers. Unter anderem wurde aus der Kirche St. Nicolai in Kalkar der vom Museum vor der Ausstellung restaurierte Georgsaltar ausgestellt.

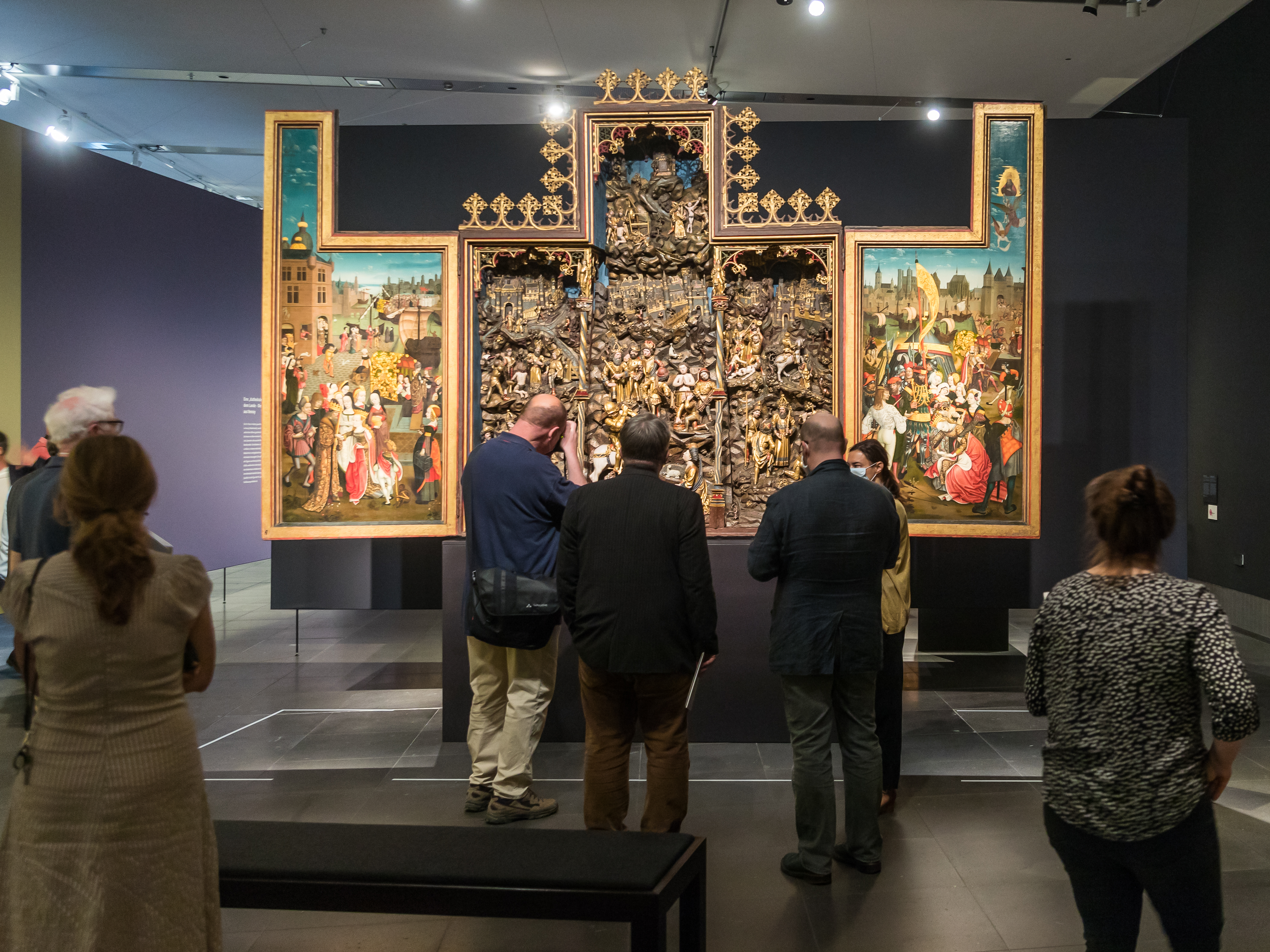
Georgsaltar aus St. Nicolai
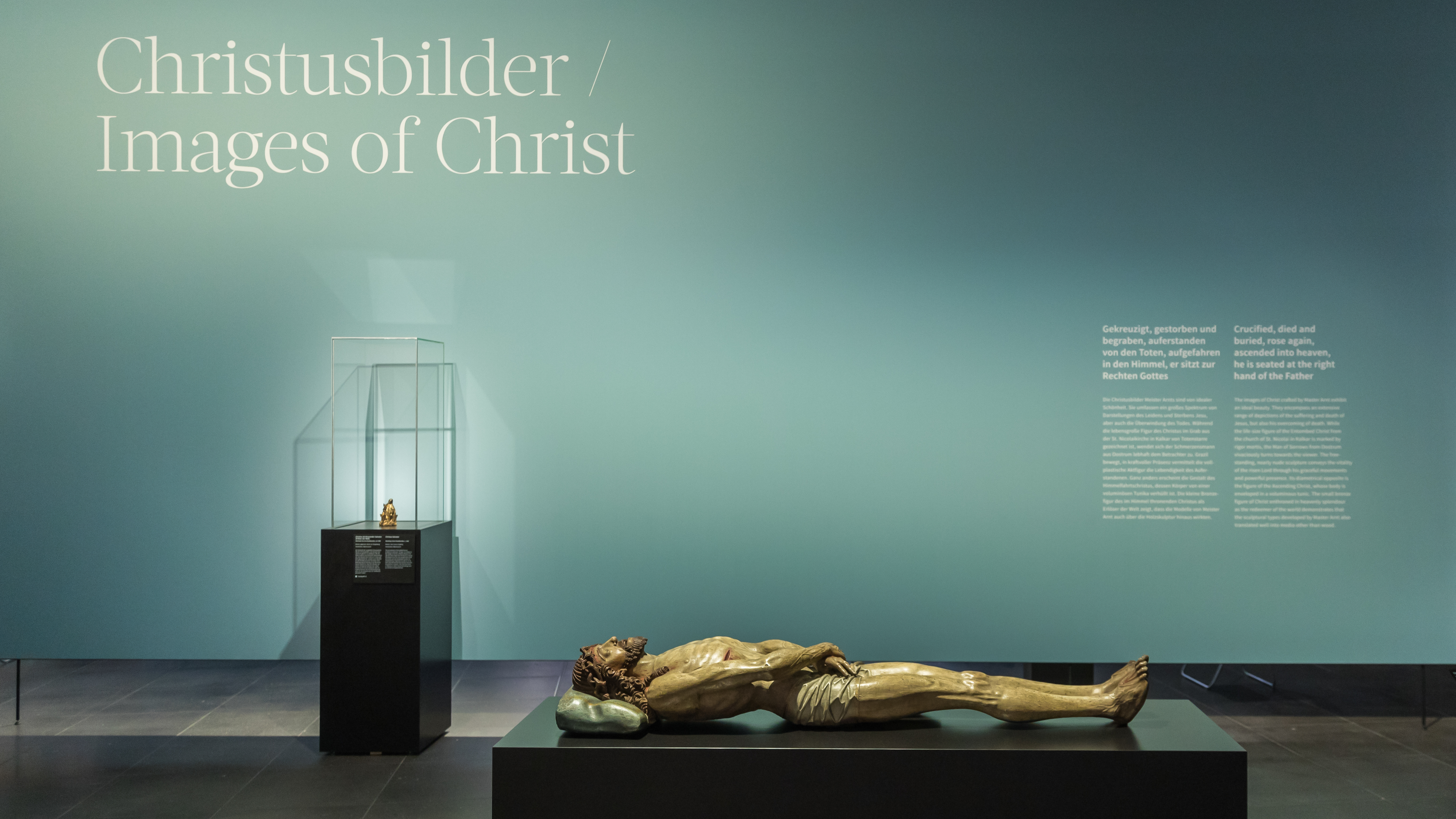
Christusbilder
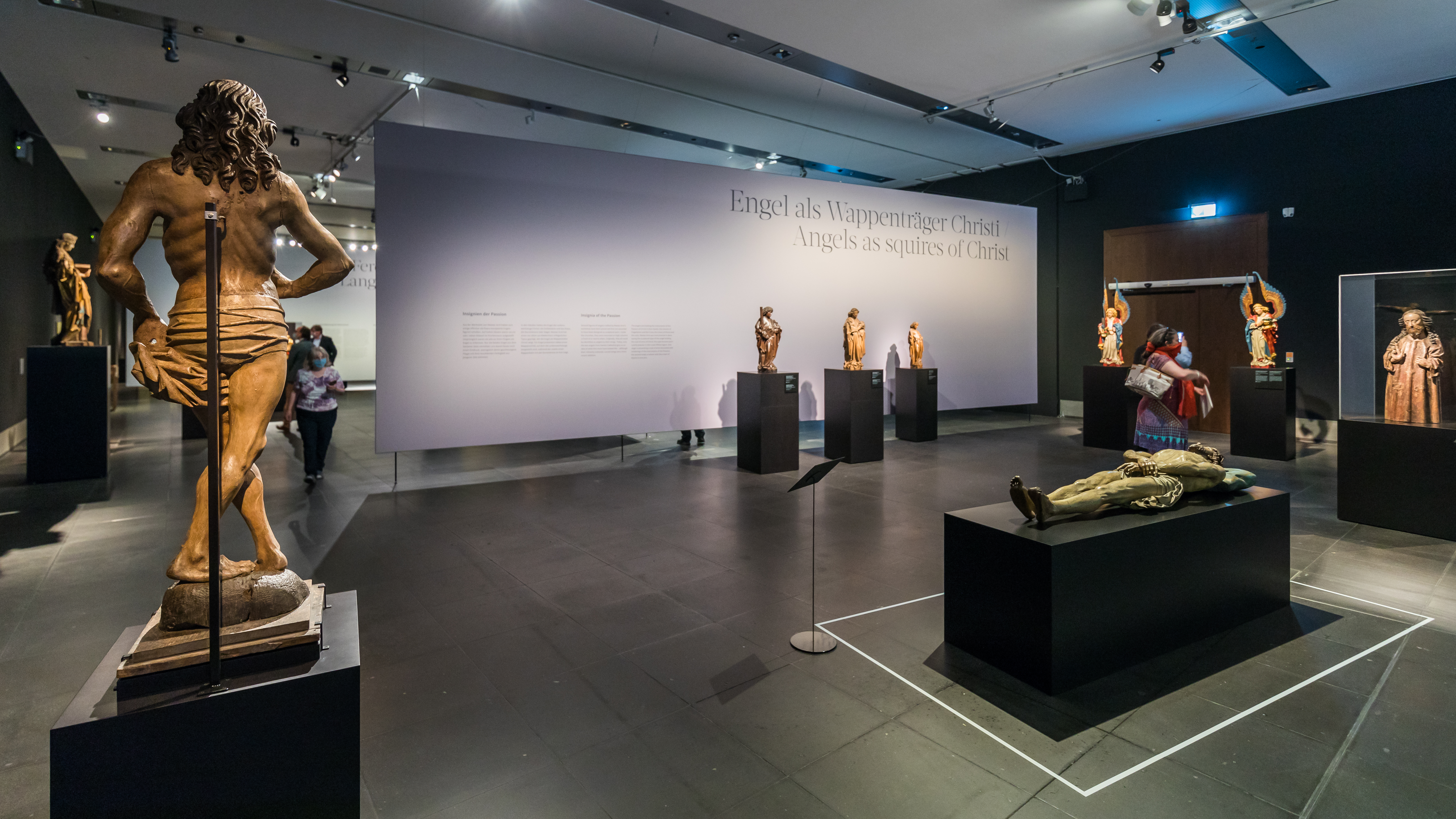
Engel als Wappenträger Christi
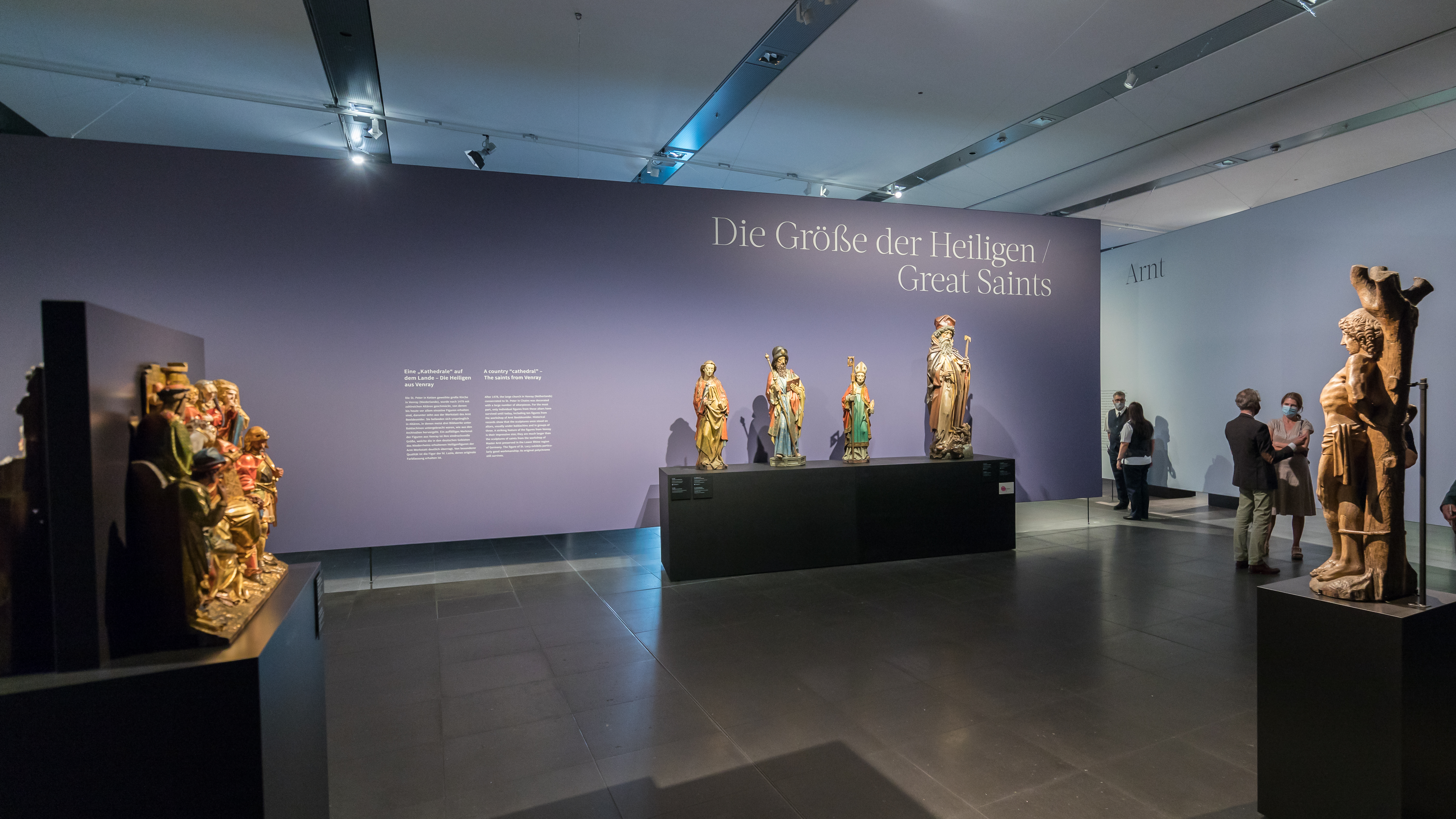
Die Größe der Heiligen
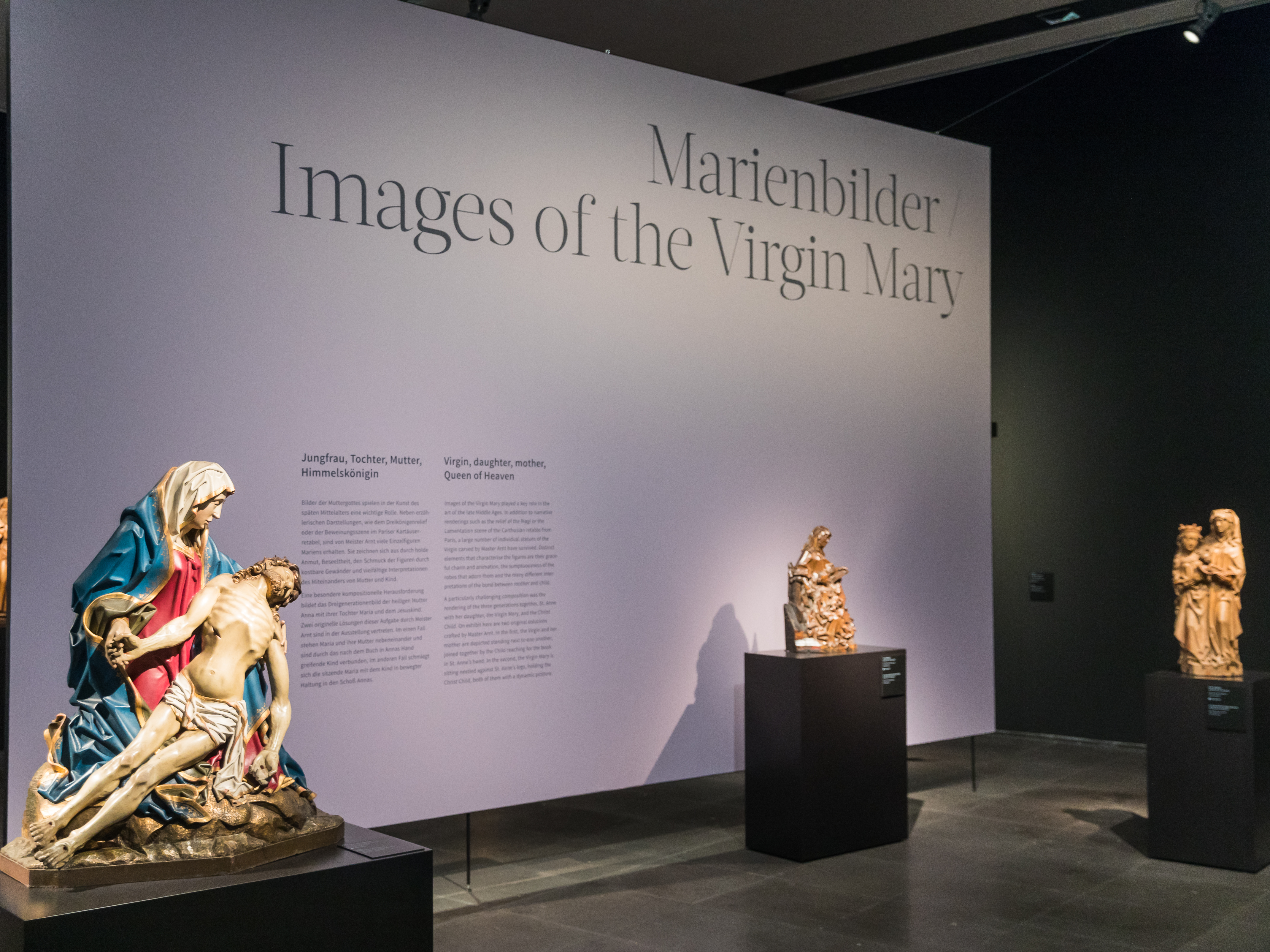
Marienbilder

#### Harald Naegeli in Köln – Sprayer und Zeichner
Vom 9. März bis 12. Juni 2022 wurde das Werk des „Sprayers von Zürich“, Harald Naegeli, gezeigt. 1979 kam Naegeli wegen illegal gesprayter Graffiti in seiner Heimatstadt Zürich nach Köln und sprayte im Stadtraum bis 1981 zahllose Skelette und Totenschädel auf Beinen. Unter anderem auch der erhaltene „Totentanz“ an der Kirche St. Cäcilien. Die Ausstellung zeigte Fotografien der größtenteils bereits vernichteten Werke sowie Zeichnungen. Diesen Werken gegenübergestellt wurden Objekte aus dem Museum Schnütgen, die sich mit dem Tod beschäftigen.

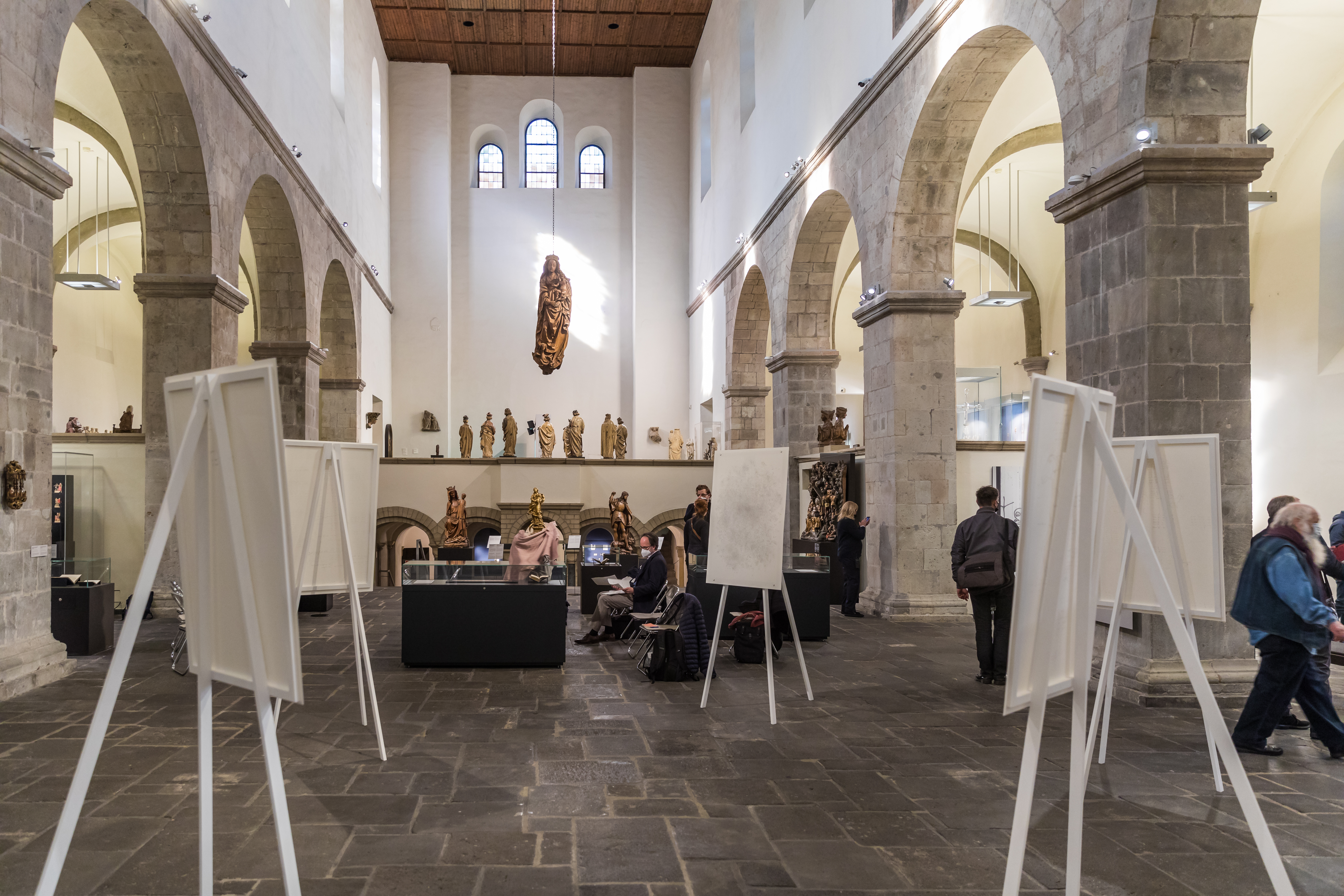
Ausstellung in St. Cäcilien
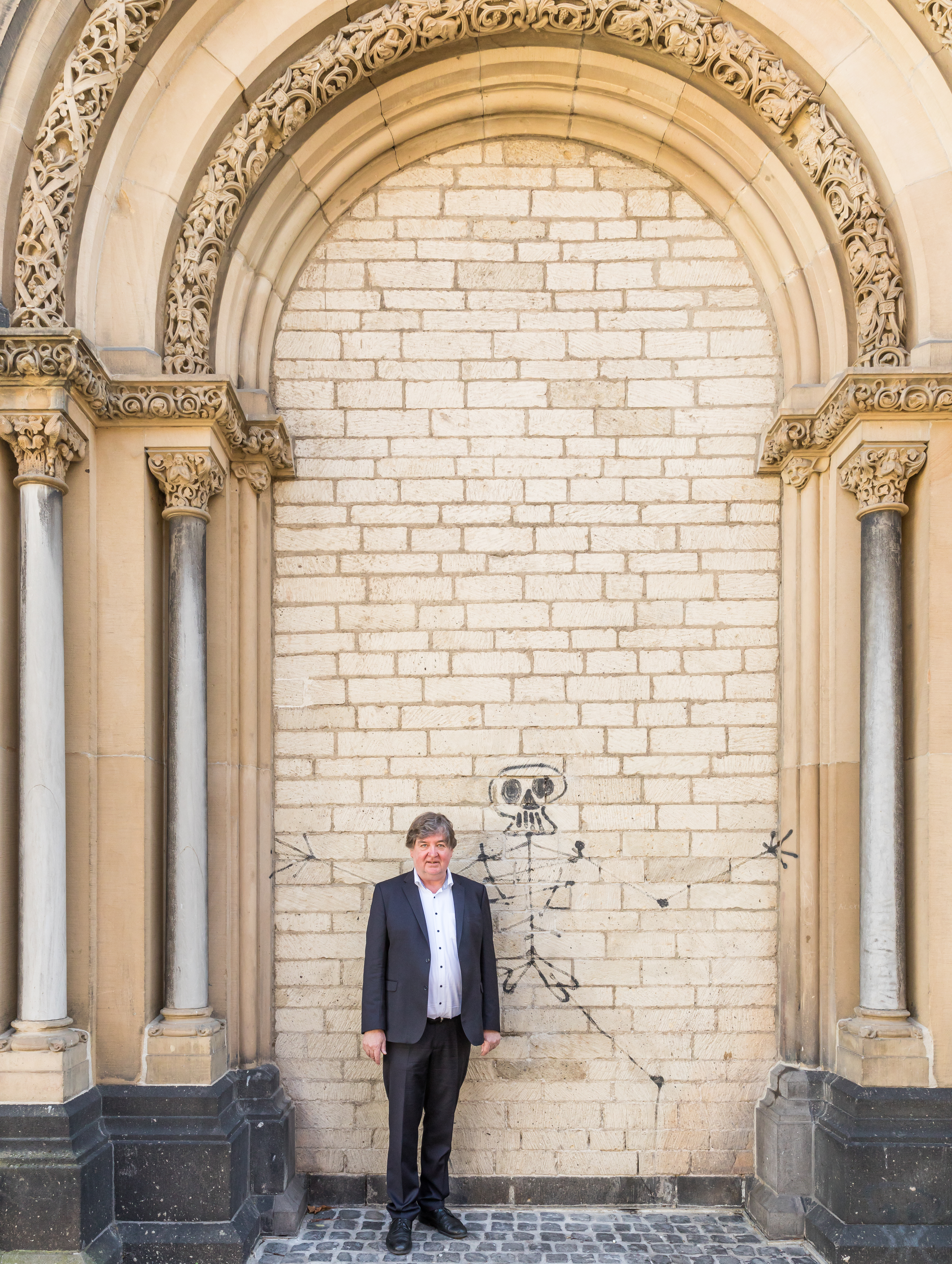
Direktor Moritz Woelk vor dem Totentanz
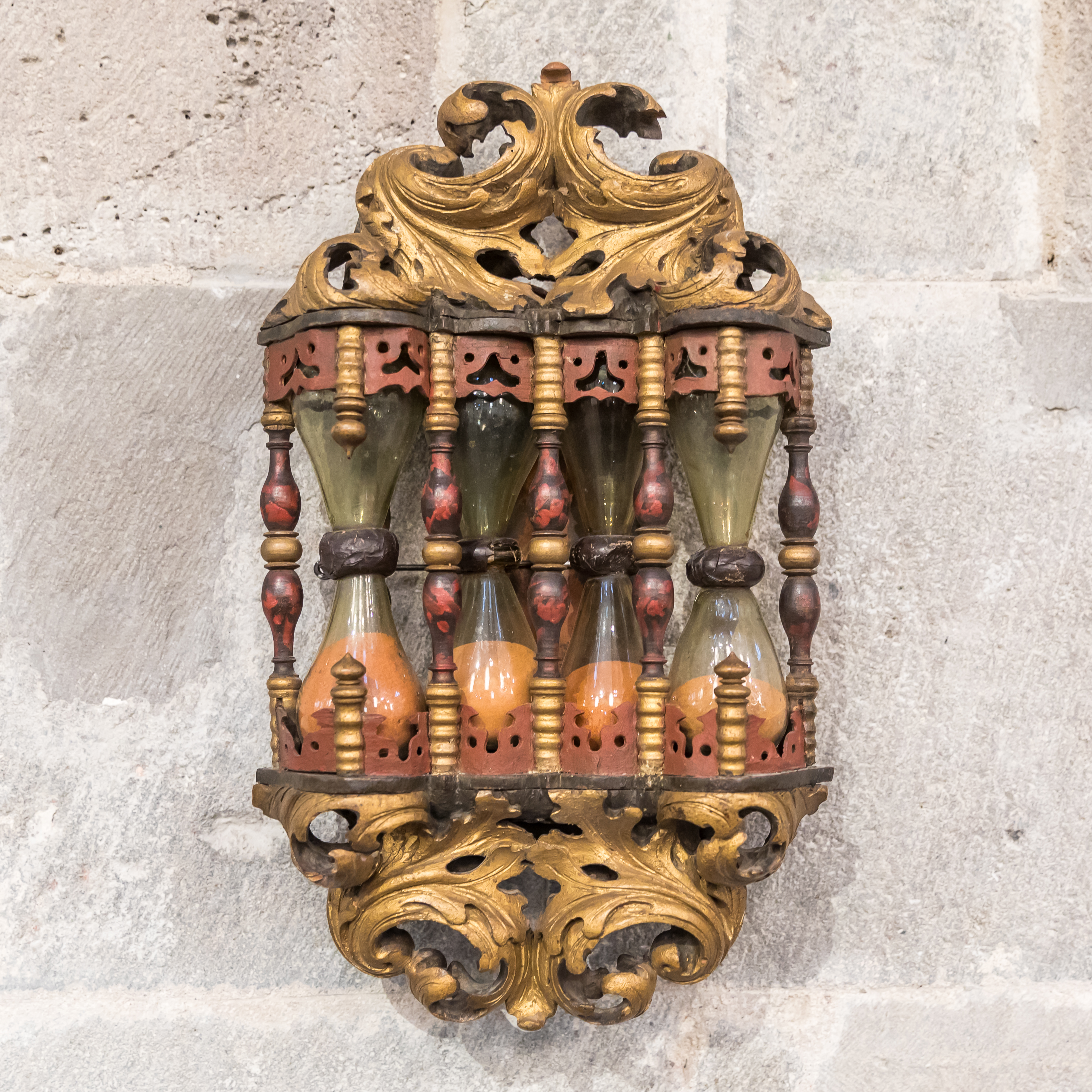
Kanzeluhr, Hildesheim, 18. Jh. (Inv. A 1065)
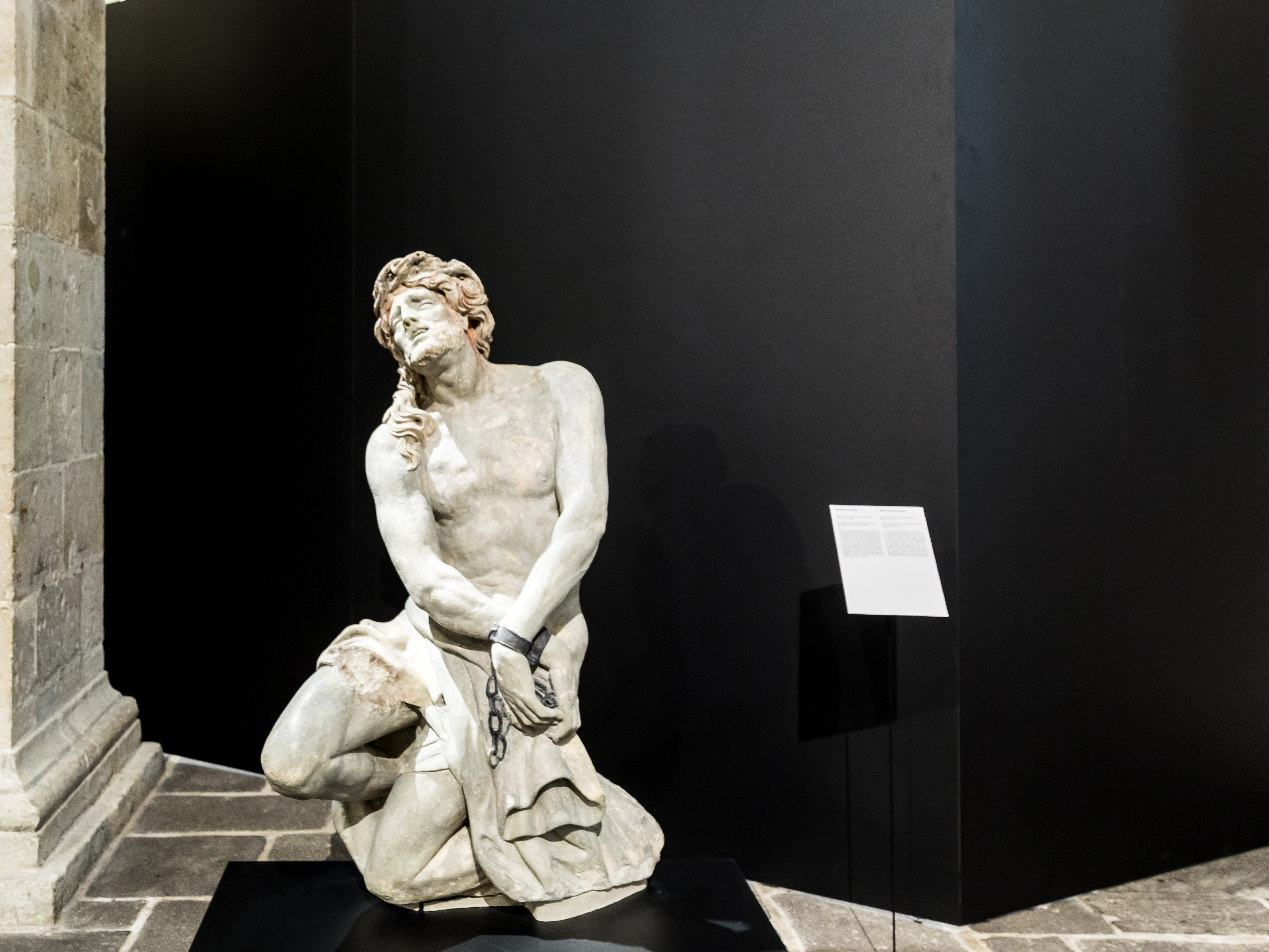

## Publikationen

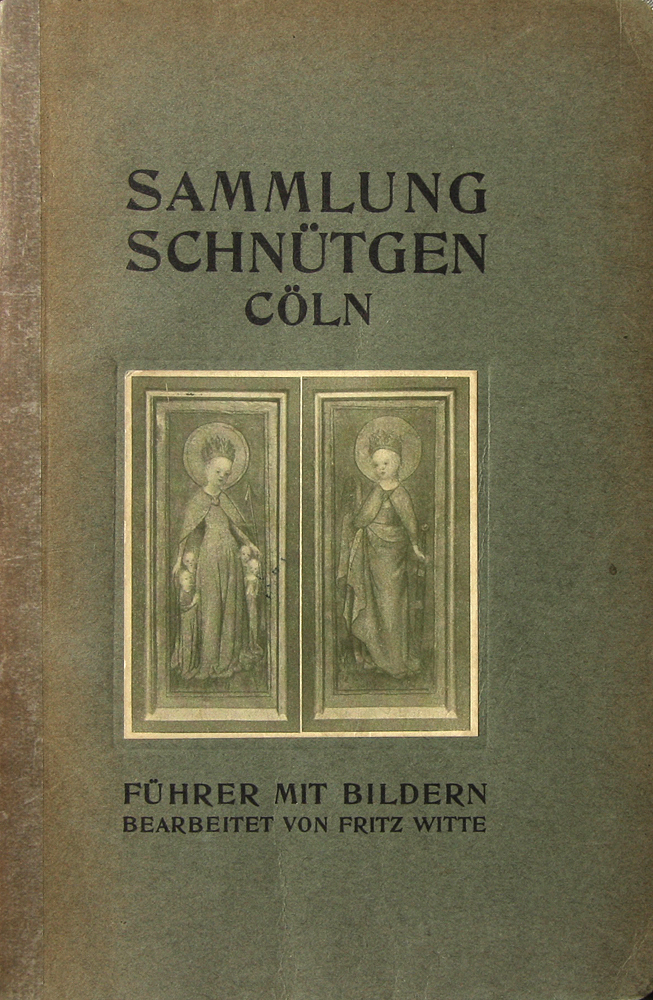
Der erste Museumsführer wurde 1910 vom ersten Kustos der Sammlung, Fritz Witte, verfasst.

Zahlreiche Publikationen sind im Laufe der Museumsgeschichte durch das Museum oder ihre jeweiligen Direktoren oder Mitarbeiter herausgegeben oder verfasst worden. Fritz Witte, erster Kustos, verfasste 1910 den ersten Führer unter dem Titel Sammlung Schnütgen Cöln. Einen Schwerpunkt der Herausgeberschaft bilden die wissenschaftlich begleiteten Kataloge der großen Ausstellungen, die teilweise zu Standardliteratur ihres Fachgebietes wurden, wie z. B. die Kataloge zu den Ausstellungen Rhein und Maas (1972) oder Die Parler (1978).
Jüngere Veröffentlichungen beschäftigen sich in Form von Festschriften oder Chroniken entweder mit der Geschichte des Museums und seiner Kunstwerke selbst oder konzentrieren sich z. B. in Form von Bestandskatalogen auf ein einzelnes Fachgebiet der Sammlung, so etwa Die liturgischen Gewänder. 11. bis 19. Jahrhundert oder Die Holzskulpturen des Mittelalters.
Für ein jüngeres Publikum erschien 2005 der Kinderführer Schätze aus dem Mittelalter im Museum Schnütgen Köln.
An die letzte Auflage von Hermann Schnitzlers Auswahlkatalog Das Schnütgen-Museum, eine Auswahl von 1968 knüpft im Jahr 2018/2019 ein neues Handbuch zur Sammlung unter Herausgeberschaft von Moritz Woelk und Manuela Beer an. Es stellt in zwei Sprachausgaben (deutsch/englisch) auf 470 Seiten 280 Einzelstücke als Repräsentanten der Sammlung und ihrer Werkgruppen vor.

## Veranstaltungen
Neben thematisch abgegrenzten Führungen durch die Sammlung wurde der romanische Kirchenraum regelmäßig für Konzerte mittelalterlicher Musik genutzt. Die Konzertreihe Schnütgen Konzerte. Musik des Mittelalters fand von 2003 bis 2014 regelmäßig statt. Im Jahr 2015 wurden unter dem Titel Cäcilienkonzerte zwei Vokalkonzerte in Kooperation mit Zamus, dem Zentrum für alte Musik Köln statt.

## Förderverein
Das Museum wird ideell und finanziell unterstützt von dem Förderverein Pro Arte Medii Aevi. Freunde des Museum Schnütgen e. V.